# 世越号沉没事故
世越號沉没事故（韩语：／ Sewol-ho chimmol sago），也稱為世越號船難、世越號慘案，為2014年4月16日的一起韓國船難，發生在世越號客輪自仁川港駛往濟州島途中。發生事故時載著476人，其中325人是安山市檀園高等學校的高中學生。共有304名乘客和船員在這場事故中罹難，是韓國1970年底以來最嚴重的渡輪災難。
2014年4月16日8時48分（世界協調時間2014年4月15日23時48分）時，該船在高速直線航行中突然失去控制、發出一聲巨響後，以不符合工程力學的方式瞬間向右急轉彎。8時49分，該船劇烈傾斜並急停，船上的監視器系統和自動識別系統也都在同一時間突然故障；也因為沒有安裝船載航程資料記錄儀，缺乏關鍵的航行數據，導致事故起因難以查明。8時50分，船隻打橫漂移。8時52分，船員透過廣播命令全體乘客留在原地待命。8時55分，該船在距離屏風島以北2.7公里處發出遇難求救訊號。9時46分，船長和部分高級船員率先棄船逃離。10時21分，該船傾覆下沉。172名生還者中，大約超過一半被最早趕到的民間漁船和商船救起。在事故的第三天，即4月18日中午前完全沉入海底。
事發當時海洋警察廳的第一艘巡邏艇抵達現場後，先救走船長和部分船員；雖然透過窗戶能看到被困的乘客，卻並未立即救援，僅在周邊徘徊等待上級指示。在黃金救援時間的72小時內，現場沒有展開任何營救行動，海洋警察廳命令韓國國軍部隊原地待命，同時封鎖事發海域、阻擋外界救援、將民間潛水員排除在外，並要求美軍直升機撤離。相關政府部門無法掌握情資、互相推卸責任、發布虛假消息造成混亂，青瓦臺也向主流媒體施壓，因此引發韓國民眾的反政府情緒、社會影響和政治危機，为2016年的朴槿惠弹劾案埋下了导火索。
2015年韓國大法院終審定讞，世越號船長因違法背棄船上乘客之生命安全，而遭法官宣判殺人罪成立，判處無期徒刑。韓國政府各相關部門負責官員亦接受大法院傳喚出庭，並因失職而受法律懲罰。時任韓國總統朴槿惠在接獲下屬緊急稟告後不但未立即採取行動，甚至消失達7小時之久，也讓她受到人民輿論批評。
其船體则於2017年才由韩国政府委托中華人民共和國交通运输部上海打捞局打撈上岸，现置于木浦新港。

## 背景

### 船隻名稱
船名由世茂集團會長俞炳彦取為“世越”（세월／SEWOL），是“超越塵世”之意，有宗教意涵，惟因其諺文寫法與“歲月”二字相同，華語圈傳媒曾翻譯為“歲月號”，但兩者毫無關係。後韓國《朝鮮日報》正名為「世越號」。

### 船隻歷史

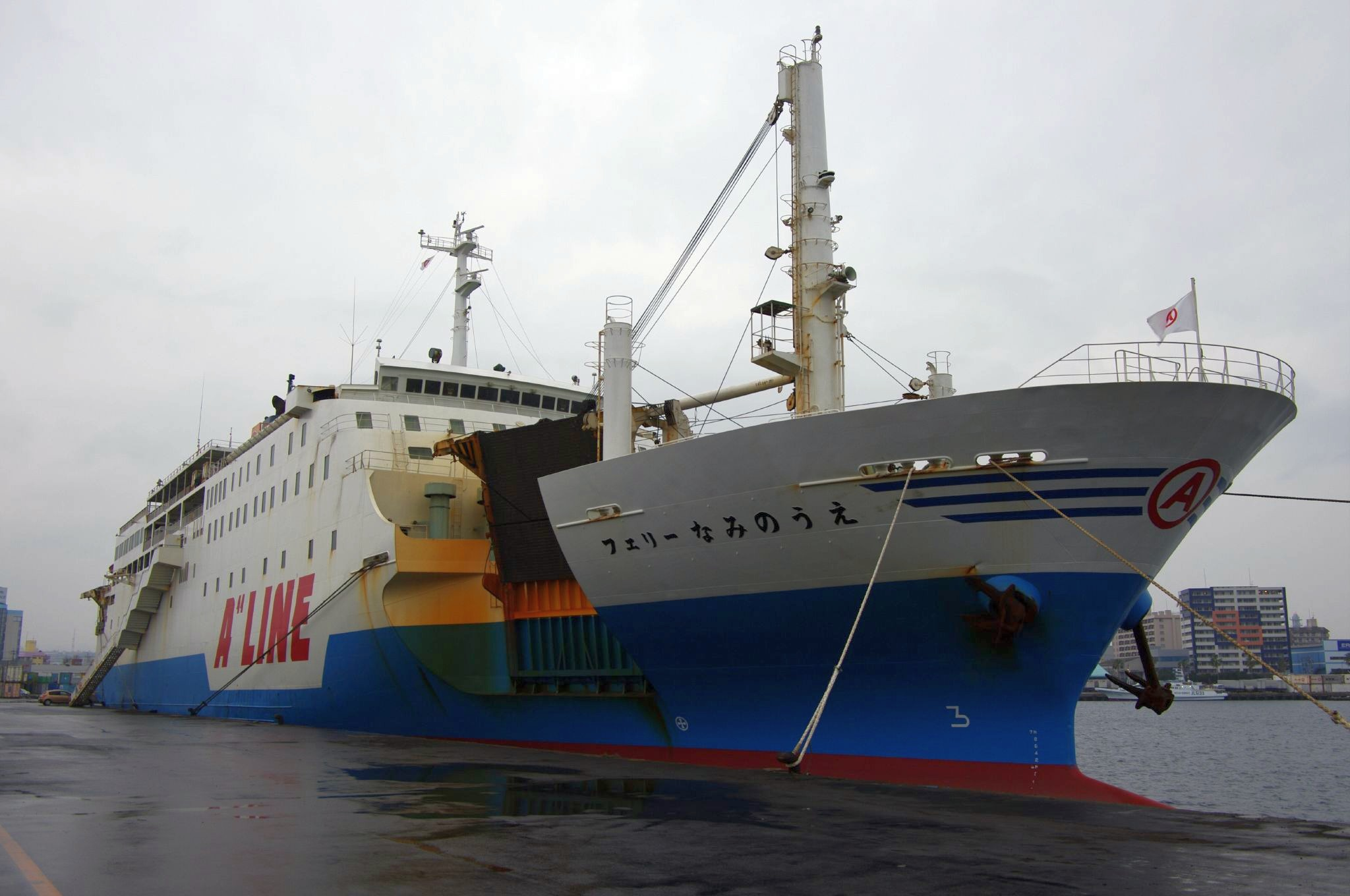
2010年2月14日，停靠在日本鹿兒島港的「渡輪 波之上」，這是它被韓國改造成世越號之前的原本模樣。

1994年6月，世越號的前身「渡輪 波之上」於日本長崎縣的林兼造船長崎造船所建成，船體為6,586噸級，滿載人數為804人。1994年至2012年之間，用以執行大島運輸株式会社從日本鹿兒島縣鹿兒島市到沖繩縣那霸市的航線:9。根據大島運輸株式会社的紀錄，該船隻在日本國內的航行作業中從未遇到任何問題。該船使用18年之後，於2012年10月2日正式退役。2012年10月8日，韓國清海鎮海運公司以8億日圓買下接近於廢船的「渡輪 波之上」，註冊時改名為「世越」。2012年10月12日至2013年2月12日期間，清海鎮海運公司將船體進行了改造:9。檢方表示，是俞炳彥親自下令進行改造的，後來發現這些修改不符合韓國法規。在沉船災難爆發後，某造船企業的一位有關負責人揭露說：「事實上，韓國海運業賺錢的常見作法之一，就是收購廢舊船隻，將其僞裝成超豪華客輪，裝載數百名乘客」。
改造過程中，國家情報院、國軍機務司令部、仁川地方海洋港灣廳、海洋警察廳、仁川港灣公社、韓國航運協會都參與檢查。2013年2月，國家情報院花費一個多月的時間，一直在對被指定為「國家保護裝備」的世越號進行安保測定。根據潛水員從沉沒的世越號打撈出的遺物中，乘務長梁大弘（양대홍）的筆記型電腦裡存有一份「國家情報院船內旅客作業預定事項」資料，文件針對作業內容、人事安排、天花板改裝、油漆粉刷作業、地磚鋪設、旅客區域設施、拆除日語標示、安裝閉路電視、增加自動販賣機、更換床舖等傢俱、增加衛生間盥洗物品、準備海洋安全守則光碟、職員休假計劃書、工作津貼報告書、物品使用情況報告書等100個事項作出指示，該文件的最終製作日期是2月27日。不過對於應急訓練、安全設備、火災報警器等防災項目，並未做出指示。在韓國17艘2,000噸級以上客輪中，只有世越號受到國家情報院的事項指示，並在營運前進行詳細檢查的工作。
改造後增加兩層乘客空間及畫廊，並擴大貨艙，噸位從6,586增加到6,825噸，滿載人數為960人:11，同時可運輸180輛汽車或相等數量的20呎標準貨櫃，是當時韓國同類客輪中最大的。然而，這些改造也導致船體重心向上移動51公分:11，破壞左右平衡。改造完成後，通過韓國船級社的例行檢查（包括傾斜測試），於2013年2月12日獲得韓國航運協會的船舶檢驗證書和防止海洋污染證書:15。該協會負責管理渡輪註冊登記，上級單位是海洋警察廳，在批准改造過程中，登記冊將運載貨物上限降低1,450噸（降至987噸），並將壓艙水重量的下限提高1,333噸（增至1,703噸）。韓國政府的審計和監察委員會後來透露，世越號的註冊許可文件遭到竄改，海洋警察廳並沒有核實。檢查結束後，海運公司又在船體後部以37噸大理石繼續建造畫廊:17。
2013年3月14日，仁川港灣公社核發航行許可證。3月15日，清海鎮海運公司將世越號正式投入營運，每週三個班次，在仁川港至濟州島之間來回，每趟單程航行425公里，航程13.5小時。2014年2月19日，世越號通過了海洋警察廳的一等臨檢（／）:17，在此次事故核心問題的「應急訓練」、「安全設施」、「安全裝備」、「固縛裝置」等檢查項目中，海警全都判定為「良好」。像這樣的大型船舶若要進行完整的安全檢查需要15天，但是世越號只用2天便通過安檢。一直到事故發生前，世越號總計往返241次航班，其中139次是超載出航（平均每10個班次就有6次違規）。國家情報院人員也曾搭乘世越號到濟州島觀光。

### 事故班次（4月15日21時左右出發）

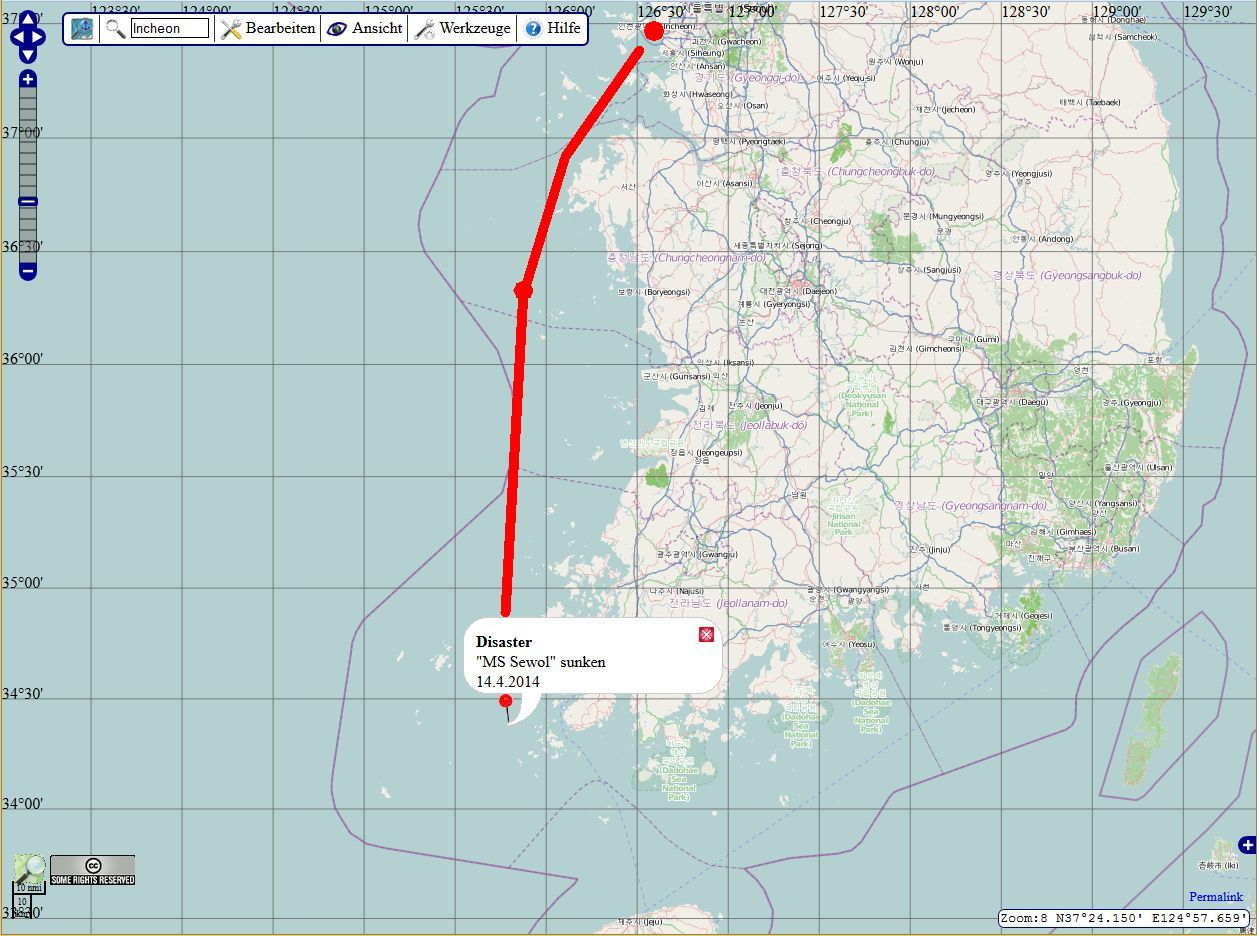
世越號的當天航線，從仁川開往濟州島，紅線終點標記著遇險位置。

2014年4月15日，世越號原定18時30分駛離仁川港，因起霧導致能見度不到1公里，仁川船舶航管中心在17時30分左右發出低能見度警報，韓國航運協會暫停所有进出港航班。20時35分左右，仁川船舶航管中心收回低能見度警報，航運協會在與燈塔營運商檢查天氣情況並諮詢海洋警察廳後，取消對世越號離開仁川港的限制:30。當天21時左右，世越號離開仁川港，按照原定班次航向濟州島，是當晚唯一離開港口的船，其他9艘船隻都已取消出航。
當世越號離港時，船上搭載443名乘客、33名船員，共計2,142.7噸的貨物，其中包括185輛汽車:31。乘客當中，有325人是安山市檀園高等學校的高中二年級學生、14人是教職員，預計搭船到濟州島舉行為期四天的畢業旅行。此外，有5名乘客不是韓國人（2名中國籍，2名菲律賓籍，1名俄羅斯籍）。世越號由69歲的李俊錫臨時代理船長，有超過40年的航海經驗，並曾行經過這趟班次的路線。李俊錫與清海鎮海運公司簽訂一年期的聘僱合約，月薪為270萬韓元。該位船長與32名船員一起工作，其中13人是約聘制船員，另外19人是兼職船員，包括廚師和助手工讀生在內。
普通乘客當中的夫妻檔許楊騏（허영기）和朴恩京（박은경）為了運送建築材料而搭乘世越號，他們回憶這班船與之前開往濟州島的渡輪不同，登船後一直沒有安全指導教學、也沒有告知乘客救生衣的存放位置和穿著方法。出發後不久，檀園高中的學生們集合在三樓中央大廳，與教職員輪流玩著下腰遊戲。22時左右，所有乘客都被邀請至艉艛甲板上觀看煙火秀。與此同時，娛樂室內還有兩位菲律賓歌手駐唱。生還乘客金成默（김성묵）表示，世越號行經邊山半島前方海域時曾突然傾斜約15度，船上的垃圾桶和桌上的咖啡罐都翻倒，但卻沒有任何廣播指南，若無其事的繼續航行。
在後來的調查中發現，世越號的出航狀態違規。根據韓國海事安全法庭的《世越號事故特別調查報告書》（：／）證實，該船出發時載運2,142.7噸貨物，遠超出登記許可上限的987噸:34。美國《時代雜誌》進一步指出，船上貨物並未得到妥善固定。報告還指出，船上只有761.2噸壓艙水，而且最後一次航行超載量達到世越號的新高，韓國航運協會也沒有按照規定登船檢查:36-37。《國民日報》報導，世越號的原船長申尚邱（신상철）曾警告公司關於船體穩定性不佳和乘客滿意度下降，並歸因於船體結構的改造。但公司以解僱來威脅他收回反對意見，於是他在2014年4月9日向仁川港灣公社舉報。《韓國先驅報》也報導，原船長曾於2014年4月1日要求維修故障的轉向裝置，但公司並未完成。英國《每日電訊報》表示，韓國船級社在2014年1月24日的穩定性測試報告中寫著「世越號在改造後變得重心過高而不穩定」。美國《紐約時報》則報導，清海鎮海運公司每位員工的安全培訓預算只有2美元，用於購買紙質證書。

### 進入事故海域（4月16日7時30分 － 8時46分）
4月16日7時30分，三副朴涵潔（박한결，25歲女性）和舵手趙準基（조준기，55歲男性）接班值勤，此時世越號以20節的速度駛往165度航向，並且有兩台雷達裝置正在運作。8時20分，當船進入孟骨水道航行大約4公里後，朴涵潔命令趙準基將轉向系統從自動駕駛改為手動駕駛。8時27分，航向大約137度，風速每秒4至7公尺之間，波浪高度約為0.5公尺，能見度良好且風平浪靜:38。
孟骨水道因為常有強勁的水下暗流（最高流速每小時12.2公里），當船隻通過水道時，需要特別小心。事故發生前，海水的情況很平靜，世越號也航行在一條經常使用的路線。雖然孟骨水道較寬廣的區域藏有危險岩石和淺水區，但當時路徑並不在此危險區域附近。儘管檢察官和部分新聞媒體（包括美國有線電視新聞網頻道和《朝鮮日報》）表示朴涵潔「經驗不足」、「對孟骨水道不熟悉」，但根據韓國海事安全法庭的《世越號事故特別調查報告書》證實，朴涵潔「在另一艘船上有多次通過孟骨水道的經驗」:40。
當世越號即將進入致命的遇險地點前，船上正在三樓餐廳裡供應乘客早餐，乘客金成默後來回憶起在事發前吃過早餐。監視器在8時40分拍攝的數據也顯示學生們在甲板走廊上現身和社交。另一位生還乘客崔恩勝（최은선）回憶說，事發前他去甲板上抽煙。事故發生前一刻，輪機長朴基浩（박기호）、舵手趙準基和三副朴涵潔在船橋內、靠近舵輪並排站立，船長李俊錫當時並不在船橋內指揮。8時46分，世越號以18節的速度行駛在135度航向。此時，朴涵潔命令趙準基將航向從135度改為140度:39。

## 事故經過

### 「J」字形向右急彎（8時48分）

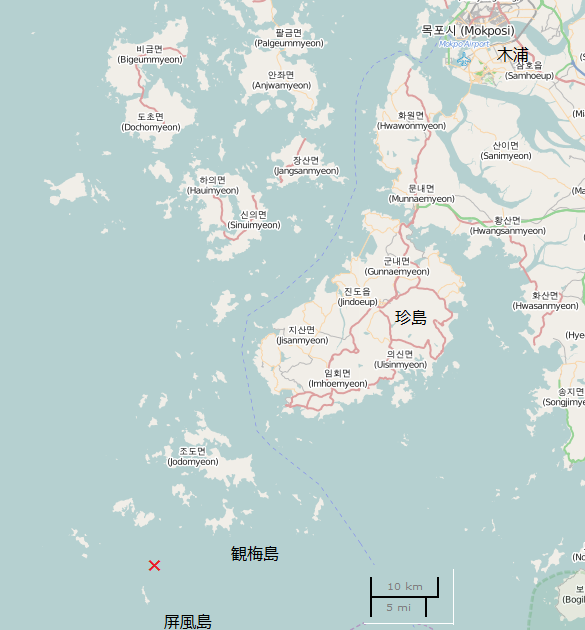
世越號在地圖上的沉沒地點標記。

接下來發生的事情，日後當事者各執一詞。根據朴涵潔的證詞，在她使用雷達檢查世越號的航向變化並且當前航向設置為140度後，命令趙準基將航向改為145度，命令時間為8時48分。在意識到船身正在失衡並導致船首向右轉時，她下令將船舵打到左舷:40。在發出命令後，她立即聽到趙準基驚慌喊著「舵輪動不了了」，然後船開始失控，僅在1秒之內就轉向10度。一般來說，大型客船轉向5度需要2分鐘左右的時間。趙準基的證詞與朴涵潔的證詞在這裡並無顯著差異。而四天前，珍島航管中心的「風險預警分析裝置」（위험경보 분석장치）故障，因此沒能察覺到世越號的急轉彎。
趙準基表示，世越號是從他接到改航向至140度的命令時開始失控。根據他的說法，接到將航向修正命令是改為「140度」而不是「145度」。由於當下即使緊握著舵輪，船隻也不停的向右彎，於是他將舵輪向左轉兩圈，轉向5度。但因為這艘船並沒有停止向右轉彎，所以它最終航向變成145度。趙準基作證說，朴涵潔此時命令轉往「相反方向」，隨後他向左轉10度，所以轉彎的總量變成15度。法院得出的結論是，趙準基的轉向導致該船試圖轉彎15度，持續40秒。當他接到朴涵潔的命令轉向145度時，被這艘船轉得比預期更快的狀況驚嚇到，當他再接受到朴涵潔往相反方向轉舵的命令時，趙準基試圖轉向左邊，但船首反而更加向右急彎，船身禁不起重心轉移而立即側翻，世越號的移動軌跡在8時46分至8時53分期間畫成「J」字形。

### 船身失控、瞬間傾斜、橫向漂移（8時49分）
從8時49分26秒開始，世越號「自己」往右轉向20度，這導致船身在1秒鐘內從15度角猛烈傾斜至45度角、艏艛甲板上堆疊的大量貨櫃中有25個從船身左側甩落入海。據聯合調查小組介紹，急轉彎是由於轉向誤差和超載造成恢復力減小而產生的綜合結果，調查後並未顯示發電機或電池發生故障。從8時49分26秒至39秒之間，自動識別系統數據顯示世越號的角速度從每秒弧度0.29加速到0.83、1.00和2.00，這些數據與先前空白的紀錄一致。此外，這也造成船上的陀螺儀錯誤記錄8時49分40秒每秒15弧度的角速度，下一秒14弧度，以及隨之而來的-11弧度角速度，並且世越號為了自我修正，又傾斜10度而開始失控，船身上半部跌入水中。乘客崔恩勝說：「這艘船突然傾斜並開始下沉，貨櫃掉入大海中」。
船上許多物件向左飛起，包括五樓休息室的沙發、四樓客房的電視、三樓走廊的自動販賣機和二樓汽車甲板的卡車。船上人員全部摔倒（拋摔，而不是在地上滾），許多人受傷流血，有些人嘴脣裂開，甚至出現骨折的症狀。生還乘客朴俊赫（박준혁）回憶，船身是突然劇烈傾斜的：「走廊上的所有人都撞在牆壁上，但是身旁沒有牆壁的人們，就相當於摔在5公尺遠的地方，大家都受傷了」。一位乘客後來證實，當船開始傾斜後，燈光曾熄滅。另一位生還乘客申英子（신영자）說，吃完早餐後船身傾斜，中央大廳的人群像骨牌一樣被重力一掃而光，全部摔在角落。根據多位生還乘客一致的報告，在船身強烈傾斜之前（而不是之後），他們都聽到船隻發出一聲巨響，但這個聲響的來源並不清楚。
後來針對韓國海洋水產部的世越號航跡圖分析顯示，該船的自動識別系統在當天8時48分37秒至8時49分13秒間，收集數據的作業突然中斷，因此海洋水產部和珍島航管中心分別遺失36秒和29秒的航行數據。這個故障現象正好銜接在突然右轉20度之後，雖然最初的調查報告認為船上有發生停電，檢警聯合調查本部（검경합동수사본부）專家諮詢小組負責人許龍範（허용범）作證說，自動識別系統故障是由於系統限制造成的，並且該裝置的故障並不會影響航行轉向系統。韓國海事安全法庭分析當時在事故海域航行的4艘船隻的自動識別系統後，發現「杜拉高手號」是正常的，但是「三陽號」和「202仝號」這2艘警衛船的自動識別系統中斷30秒以上，剩下的一艘「魚鷹號」也中斷20秒以上。海事安全法庭在《世越號事故特別調查報告書》中指出，「從其他船隻也發生類似的現象來判斷，這是受到甚高頻無線電波干擾的集體故障」。
當舵手趙準基急劇的將舵輪從135度轉向150度時，該船開始向水中傾斜。整體來說，該船向右轉45度後，再度旋轉22度，過程持續20秒。世越號也開始減速，從17節降至15節、10節，8時50分降至5節。艏艛甲板的貨櫃甩落也讓世越號失去所有重心恢復力，並導致海水透過貨物裝載艙的側門，和位於船尾處的車庫入口灌進船艙中。這個重建場景是由聯合調查小組專家顧問團、首爾大學韓國船舶海洋工程研究所、首爾大學先進海洋工程中心進行的電腦模擬所證實。輪機長作證說，最初傾斜大約2到3分鐘後，傾斜角度又加劇。在這段時間內，睡在個人寢室裡的休班舵手吳勇錫（오용석）在被重心拋向一側時驚醒。至8時50分，船身已經傾斜30度。
事件發生時，船長李俊錫在他的個人寢室裡，隨後衝上了船橋。經過一段時間後，所有船上的船員和舵手也都到了船橋。同一時間裡，輪機長朴基浩傳達船長關閉引擎的命令。8時50分，輪機長致電助理工程師，命令疏散機房內的船員。同一時間裡，三副朴涵潔正在哭泣，因為突發的船身側翻而飽受驚嚇，她一直哭泣到至少9時06分。在引擎關閉的情況下，幾乎側翻的船體無法調整方向，並以1.7節的速度隨著海流移動，整艘船打橫逐漸向北方漂移。世越號從正常行駛、突然轉向、漂移到沉沒，劃出的移動路線狀似一個倒置的絲帶。

### 嚴重側翻、向外呼救（8時50分 － 9時30分）

聽到廣播後的乘客躺在已經輕微傾斜的牆壁

由於世越號開始下沉，客輪的廣播系統開始命令乘客們留在原地等候，聲稱隨意移動是危險的，這則廣播公告首先是由通訊官康海成（강해성）宣布，他在廣播前並沒有查閱工作手冊。乘客待命通知在8時52分前就開始播放，後來並重複了十次以上。在海水開始淹進客艙時，船員仍然持續廣播、要求乘客原地待命，而不是讓他們迅速逃往甲板或搭救生艇。根據乘客手機的錄音存證可以確定，這則待命廣播一直到9時30分都還在播放。其他生還船員後來都證實了廣播內容，李俊錫船長也指示乘客留下來，甚至他在9時46分逃離世越號時也沒有傳達出棄船命令。高中生們聽了這則廣播後，也遵照指示待在原地，並感到安心，認為只是小意外，開始聊天打發時間。然而此時的船員們卻是不知所措、跑回寢室拿個人物品準備逃生、或恐慌的在船橋徘徊，甚至仍未向外發出求救訊號。
首先向外發出緊急救援呼叫的是高中生崔德夏（최덕하，17歲男性），在8時52分32秒，他用自己的手機撥打韓國紧急救难电话号码119，這通電話連接到全羅南道消防局，崔德夏向對方報告世越號正在傾斜：「救命啊！救救我們，我們在船上，我覺得船正在下沉」、「船上大概有350個高中生」。8時54分07秒，消防局將崔德夏的電話轉接給木浦海洋警察廳，海警以為他是船員，便反覆要求他查看全球定位系統、提供船舶位置的緯度和經度。3分鐘後，木浦海洋警察廳情報室下令派出123號巡邏艇前往現場，該船於8時58分出發。根據海洋警察廳的搜救指南手冊，該船的職責是調查該地區並「迅速」救出乘客。首先向外呼救的崔德夏最終沒有生還，世越號沉沒後第8天在船艙內發現他的名牌、手機和遺體。後來家屬透過JTBC電視台公布手機內錄下的影片截圖，證實到10時21分船隻傾覆之前都沒有任何救援人員進入船艙。
8時55分，大副姜元植（강원식）向濟州航管中心發出第二個求救信號，並要求該單位通知海洋警察廳，因為客輪正在漂移並處於危險之中。8時56分，濟州航管中心通知了濟州海洋警察廳。8時59分，濟州海洋警察廳聯繫木浦海洋警察廳，發現對方已經派出一艘巡邏艇。9時01分，姜元植用手機打電話給清海鎮海運公司的仁川分支機構報告情況，位於濟州島的清海鎮海運公司總部於9時03分打電話給船長李俊錫，了解情況報告。然後在接下來的35分鐘內，仁川分公司打了五通電話給姜元植。9時05分，濟州航管中心通知珍島航管中心世越號發生傾斜的事故。9時06分，濟州航管中心也向木浦海洋警察廳聯繫。
9時07分，大副姜元植開始與距離他們位置較近的珍島航管中心進行對話，船員證實客輪正在下沉並要求盡快派出海洋警察廳。在接下來的2分鐘內，珍島航管中心警告附近海域的另外2艘船隻「世越號正在沉沒」，其中一艘船「杜拉高手號」回報：「確認能以肉眼看見世越號了」，這是當時距離世越號最近的船。9時10分，清海鎮海運公司向國家情報院報告此事。9時10分至11分，珍島航管中心詢問「乘客怎麼樣？」，但是世越號都沒回答。9時12分，珍島航管中心再度詢問「乘客是否登上救生筏或救生艇？」，姜元植回應「這艘船太多人了，所以不可能」。然而事實上，世越號配置了44艘小型救生艇（每艘可容納25人），以及4套海上撤離系統（每套可容納250人），這兩項大規模疏散措施可供2,100人逃生:11。在此期間，木浦海洋警察廳將123號巡邏艇艇長金慶日（김경일）任命為現場指揮官，不過該船還沒抵達現場。9時13分，根據手機紀錄，船內廣播了「檀園高中的師生，請不要輕舉妄動」，檀園高中教職員也在KakaoTalk通訊群組內寫著「孩子們啊～不要亂動，穿着救生衣」。9時17分，姜元植向珍島航管中心報告，客輪已經傾斜超過50度。
9時18分，第一個抵達事故現場的「杜拉高手號」向珍島航管中心回報：「他們沒有在疏散乘客」、「人都不出來，沒辦法救啊」。這艘大型紅色油輪在學生眼裡猶如希望之光，他們開始在KakaoTalk通訊群組內寫著「救援隊來了」。由於世越號在傾斜漂移，四周還有許多貨櫃浮動著，無法停靠在旁邊，所以「杜拉高手號」在最大限度靠近的情況下，爲疏散出來的乘客準備了救生衣和救生艇，但幾乎沒有任何乘客出來。「杜拉高手號」船長文義善（문예식）對此感到驚訝，他事後表示：「不管是誰，這種情況都要跳下去」、「如果乘客們在甲板上穿着救生衣跳到海裡，那很多人就會獲救」。9時23分，「杜拉高手號」向珍島航管中心報告：「就在眼前了，如果現在逃跑的話馬上就能救」。同時，有一位乘客向家人傳送簡訊寫著「哥，船好像撞到什麼東西，現在動不了，水上救援隊會來嗎？」。
9時23分，珍島航管中心要求通知乘客穿上救生衣。當姜元植答覆廣播設備出現故障時，珍島航管中心要求：「即使您不能廣播，也請派人通知乘客穿救生衣或厚衣服」。9時24分，姜元植又詢問乘客逃離是否能立即獲救，珍島航管中心回應：「派遣吊環很快就能救！」。9時25分，珍島航管中心要求船長立即決定是否撤離該船，說明陸地單位沒有足夠的訊息能夠做出判斷，然而船長只是一直重覆「船現在很斜」、「連走動都很困難」。當船長不停追問外部救援情況時，珍島航管中心答覆說：「巡邏艇應該會在10分鐘內抵達」、「直升機將在1分鐘內抵達」。9時28分，船長說：「乘客太多了，直升機可能不夠」。在此期間，船員繼續指示乘客們留在各自的客房，通訊員使用該船的廣播系統多次命令乘客不要移動。

### 船員撤離、海水灌入客艙（9時31分 － 10時20分）
9時30分左右，船長命令船員撤離該船，不過命令沒有傳達給所有乘客。生還者韓承錫（한승석）回憶說，在服務檯的船員朴智英（박지영）不斷透過無線對講機呼叫駕駛室，但是沒有任何答覆。9時33分，在確認附近的民用船隻自願協助救援行動後，珍島航管中心指示所有民用船隻為乘客放置救生艇或橡皮艇。9時34分，傾斜的世越號已經讓海平面接觸到第二層甲板，即浸水限制線（침수한계선）。在第三層甲板的輪機長等7名船員沿着走廊向船尾方向逃生，過程中有2人受傷，但輪機長卻沒有協助，他立即登上正在等候的海警橡皮艇。9時35分，船體傾斜52.2度，三樓和四樓客艙都還沒有海水灌入。9時36分，海水灌進，急速傾斜到62度，船艙內部出現了混亂局面，第三層甲板的走廊已經被淹沒，一些學生們試圖爬上第四層甲板的走廊。教師南允哲（남윤철）、高昌錫（고창석）等人在海水灌注的客艙裡救助學生。在送走最後一個學生的瞬間，強勁水流沖走了兩位教師，最終都罹難。許多教師因為努力疏散學生而失蹤，教師存活率是世越號乘員中最低的。9時37分，船長告訴珍島航管中心：「這艘船傾斜60度了，現在（旁邊）有直升機和海洋警察廳」。9時38分，世越號和航管中心之間的所有通訊結束。同一時間，在船橋操舵室裡聚集的船長等8名船員綁着消防水管準備逃離。9時46分，3名海警駕駛橡皮艇到已經逼近海平面的船橋外營救船長和船員，這些船員在獲救後也沒有請求海警營救乘客。
9時54分，左舷舷線完全被水淹沒。船員朴智英開始逐一為學生穿上救生衣，當學生詢問她為何不逃時，她回答：「你們先走，船員要最後一個下船」。10時許，生還者李容周（이용주）回憶說，當時擠滿人的三樓中央大廳傳出很多碎玻璃聲，瞬間變成一片汪洋。10時01分，船體傾斜約70度。10時03分，乘客金成默（김성묵）、金弘慶（김홍경）、金東秀（김동수）等人原本在右舷走廊等待救援，他們意識到海警人員沒有進入船內救援的意圖後，開始把消防水管和窗簾拉到了三樓中央大廳，將困在下方的乘客們一個個拉上走廊。10時06分，船體傾斜約80度，只有零星乘客逃到船艙外。10時12分，有大約40名學生抵達第四層甲板的走廊。10時13分，海警載着船長和船員們離開事故現場，他們是船上第一批獲救的生還者。10時15分，船體傾斜超過90度，傾斜的速度越來越快。據生還者田永文（전영문）敘述，一直在救助學生的船員朴智英這時大喊「請全部跳下來！」、「外面有救援隊」，在欄杆上徘徊不定的人們因此成功逃出。10時17分，最後一條乘客簡訊發出，寫著「船正在傾斜，爸媽我想見你們」。這時已經傾斜108.1度，海水吞沒了三分之二的船體和頂層甲板，僅剩右舷還在海面上，許多乘客在這時候才開始逃竄，順利逃出的人成為最後一批生還者。10時18分，第四層甲板有40名學生順著水勢逃出。10時19分，世越號幾乎翻面了，很難再有乘客能自行逃離。10時20分前，大約150至160名乘客和船員已經逃出，多數都是漁民救起的。

### 船體傾覆、完全沉入海底、304人罹難（4月16日10時21分 － 4月18日11時50分）
10時21分，世越號在事故發生不到兩個小時後傾覆，客艙全部被海水吞沒。生還者金成默回憶，當時有人高舉著一個5歲女童，他接過來後傳給後方另一位男乘客，一回頭便看見海水猛烈撲來，剛剛還浮在水面的人們瞬間都被淹沒。另一位生還者崔恩勝（최은선）回憶說，他看到幫助這個女童逃生的所有人都被水沖走了。最後一位自行逃出的生還乘客朴俊赫回憶：「整個船變成困住生命的人間煉獄，當時可以聽到各種聲音，慘叫聲、哭聲和嘆息聲等」。船上配置的44艘小型救生艇，只用了2艘，其它都還固定在原位。根據海洋水產部的第二份情況報告書，當時的海水溫度只有12.6度。4月16日11時18分，翻轉的船首也全部淹沒，僅剩原本在水線底下的球狀船首（高2公尺、長20至30公尺）仍在海面上。13時03分，傾角達到180度，海面上只能以肉眼看見球狀船首的最尖端。世越號曾短暫的輕微上浮，堅持到第三天後，在4月18日11時50分完全沉沒，278人隨著船體墜入44公尺深的海底（在此之前已尋獲25具罹難者遺體、1人到院後死亡）。

## 事故時的船上人員情況

### 船長和船員
世越號傾覆期間，一些船員在走廊等待救援，並且喝了啤酒。船長和大副還在7個不同時間透過電話與清海鎮海運公司的工作人員進行聯繫。高級船員們在船橋上待了大約40分鐘，儘管他們知道船會沉沒，但他們沒有做任何救援乘客的事。大多數乘客都按照船長和船員的指示留在艙內，而船長和部分船員則逃離了世越號。最先獲救的船上人員是船長、輪機長、大副和二副，他們在9時46分左右逐一獲救，於10時13分安全離開現場。上午11時，李俊錫船長和其他船員一起踏上了附近的珍島港。港口的緊急醫護人員詢問這名男子是誰，海警人員表明李俊錫是船長，這意味海警人員在救援時便知曉他並非乘客。海洋警察廳表示，他們之所以先救船長回來，是因為認為他是對世越號最了解的人，並且可以幫助挽救乘客生命，但是船一下子就沉了。
但經附近其他船隻錄影的影片來看，韓國海警確實有先將船長和數名船員救出船艙，然而當時船隻並未完全沉沒，韓國海警卻沒有在第一時間救出其他人員，事後還命令學生待在原地，又向附近漁船謊報聲稱已全員救出。

### 乘客
隨著世越號傾覆，即使海水已經湧進船艙了，多數乘客還是遵照公告留在原地，大部分的學生也都聽從了這些廣播公告。一些不聽從指示、自行爬上船頂或跳入水中的乘客獲救。一名生還學生說，船員多次用廣播告訴乘客留在房間裡，甚至強調「特別是檀園高中的學生」。一名學生說，她和她的同學們一直服從這個命令，直到客輪已經進水為止，艙門就在他們的頭上。她說，同學們爬上了家具，然後隨著海水在客艙內淹起時拉起了其他人。在傾覆過程中乘客錄製的影片已被修復，有些人錄下了廣播公告，證明船員的確告訴乘客留在原地。有些影片則顯示乘客之間在開玩笑，十分安心。已故學生朴洙賢（박수현）的手機紀錄中，顯示8時52分，一個男學生喊著：「不開玩笑了，我想出去，我是認真的」。也有人說：「我不想死」。9時03分，一名學生說：「我應該在死前錄下遺言」。另一位已故學生朴藝瑟（박예슬）的手機紀錄中，顯示一群女孩在海警直升機抵達時大聲歡呼。作為事故調查的一部分，這些手機拍攝的鏡頭都已納入檢查。
隨著時間過去，大多數乘客已經開始穿上救生衣，根據學生曾喊著「這不行了，這樣得穿救生衣了」的錄影紀錄，推測乘客是自行判斷，而不是船員告知的。許多人也逐漸感到焦慮，他們談論著「我們會死嗎？」、「船長在做什麼？」、「我們成了鐵達尼號嗎？」，還有人已經用電話在向父母道別。雖然船艙內同時充滿著樂觀和恐懼，但沒有顯示學生試圖逃生的跡象。6位匿名的生還學生在一審開庭中作證說：「我們在原地待命，當水開始進來時，班主任要求每個人穿上救生衣...門在我們頭上，她跟我們說，等一下就能浮出門口，我們就用這種方式逃出來了」、「我們都是被其他同學拉出來的」。其他人證實海警人員只在客輪外等候受困乘客自己游泳出去，都沒有登船嘗試救助：「他們在外面，把我們拉到船上，但他們沒有進來幫忙」、「我們都在討論著，他們為什麼不進來？」，另一名學生說，看起來參與救援的都是漁民，而不是海警。一名學生目擊海水將同學們沖回沉船內。她說，她和一群學生設法沿水平樓梯向逃生艙口走去。但是當她跳出來時，海水從他們的逃生路線上橫掃過去，「走廊裡有很多同學，他們大多數都被掃了回去」。
許多乘客在傾覆期間撥打電話、發送簡訊或KakaoTalk訊息。在傾覆期間，乘客的最後一條消息是在10時17分發送的，之後便中斷了所有通訊。乘客在事故期間發出的簡訊和社群媒體文字，已經透過各種媒體流傳出來。4月16日12時和4月17日10時整，媒體報導沉船中還有乘客使用手機對外發送訊息，內容包括：「我們還沒死」、「爸爸不用擔心，我已穿上救生衣」。不過根據韓國警察廳網路恐怖襲擊應對中心的調查發現，4月16日中午過後所有報導的倖存者訊息都不是真實的。

## 救援行動

### 第一天（4月16日）
2014年4月16日8時58分，為響應事件的首次報告，木浦海洋警察廳派出123號巡邏艇。聯合參謀本部在收到全羅南道廳關於傾覆的消息後，韓國海軍第三艦隊於9時03分向事故現場派出了一艘尹永夏級飛彈艇，9時09分又派出另一艘同級飛彈艇。9時03分，包括全羅南道水產資源科（전남도 수산자원과）、水產協會木浦漁業通信局（수협 목포어업통신국이）等單位都發出「客輪沉沒了，請前往營救吧！」等緊急信號。9時32分，木浦海洋警察廳123號巡邏艇抵達事故現場，這是事件發生後，韓國政府到達現場的第一艘船，船上有14名警備人員，他們都不是專業的救援人員。在調度和行動的時間內，123號巡邏艇並沒有直接與世越號聯繫，而是選擇透過無線電呼叫其他船隻，123號巡邏艇上的海警完全不知道世越號和珍島航管中心之間的溝通內容，因此對事故嚴重性、乘客狀況和存活機率等重要情報一概不知。123號巡邏艇抵達現場時，世越號的傾角是向左62度，沒有人在頂層甲板上，乘客仍然服從船員的命令留在船艙裡，海警也沒有迅速公告乘客棄船跳水。9時35分，海洋警察廳的B512直升機抵達世越號上方，機上搭載的也不是專業救援人員。9時38分，123號巡邏艇派出一艘橡皮艇。9時42分，第三層甲板上有7名船員，頂層甲板仍然沒有任何人。9時48分，穿著一件長袖襯衫和內褲的船長李俊錫離開世越號。在現場錄下的影片中可看到，他穩穩地從客輪爬上海警的橡皮艇。9時49分，一位海警利用消防水管攀爬進駕駛室救船員，此時是最後一次使用船內廣播系統疏散乘客的機會，但海警仍然沒有使用它，救走船員後也沒有進入船艙救援。
9時47分，木浦海洋警察廳廳長金文洪（김문홍）的首次指示為「加油吧」。9時53分，西海地方海洋警察廳指示「123號巡邏艇職員，請配戴安全裝備登上遊輪，讓乘客們安靜下來」。接下來的時間裡，海警一直都沒有派員進入船艙。當後來被問到為何不對乘客施救，該單位回應因船體傾斜（過於陡峭）而沒有試圖進入，有在外頭用擴音器材叫乘客離開船隻，但由於直升機的噪音，甲板下可能聽不到警告。10時06分，海警用錘子砸碎位於三樓的客艙窗口（該位置當時貼近海平面），救出7名乘客。10時13分，123號巡邏艇的3名海警駕駛橡皮艇搭載船長和船員們離開現場。之後，123號巡邏艇僅在周邊徘徊等待上級指示，海警金宗仁（김종인）甚至在10時18分透過揚聲器指揮：「管控那些漁船，讓他們退下！」。在世越號傾覆前的最後一刻，生還者金成默（김성묵）仍然在三樓中央大廳附近救助其他乘客，他最終因為被海水猛力沖出船艙而獲救。當天他就向媒體表示：「政府和海警沒有救孩子」、「生還的學生們也說，沒有任何人進去救援，我是靠自己的雙腳逃出來的。救助隊隊員們態度散漫，沒想過要救人。這些孩子們是被政府殺死的」。
趕赴現場救援的南海漁業管理團漁政指導員朴升基（박승가）於10時04分抵達，他隨身配戴的執法紀錄儀將事故現場的情形拍攝下來。他指出，雖然周邊有許多船隻，但不知為何都在原地不動、沒人參與救援。10時06分，朴升基逕自將公務船「全羅南道201號」開到世越號船尾，開始救助乘客。海警不願進入船內，而漁業指導員則冒着危險登上甲板，最終他與同事們救到了28人（包括最後一位生還者朴俊赫）。由於他們的公務船尾部裝有警燈，許多漁船才開始跟著他們進行救援。10時21分前，漁民樸英燮（박영섭）已經將27名乘客拉上他的漁船「明星號」。漁民金賢鎬（김현호）也從村長處收到了消息，並駕駛自己的1.1噸級小型漁船「山貓號」救到25人。另一艘漁政指導船「全羅南道207號」救到22人，漁民金俊錫（김준석）的「太平號」救到15人。這些民間漁船在第一時間對救援發揮了最大的作用，前往現場救援的漁船共計達20餘艘，這些平民在抵達事故現場的15至20分鐘內，已經救起約120人。而海警在抵達現場的40至50分鐘內，只救起約50人。根據樸英燮回憶，他救起的乘客全部都在發抖，沒人開口說話，他們由於寒冷和恐懼，連哭泣的力氣都沒有。他說：「簡直無法形容，他們全部都失神了，看起來一點體力都沒有。我能做的只是儘快把他們送到港口而已」。踏上陸地後，這些乘客們忍不住失聲痛哭。世越號生還者都是在當天傾覆前獲救，共計172人（23名船員、75名高中生、3名教職員、71名普通民衆）。
與此同時，相關政府單位陸續組織了應變作業，這些政府事故對策本部後來多達十幾個，而且都沒有正確掌握事故現場的訊息。由於亂無章法、職權多有重疊，在事故當天日落前就開始出現混亂，沒有可以統一調度和指揮的負責人。總統朴槿惠於10時接到事故報告，但是此後不知去向，直到17時許才出面。政府部門的全面性失能延誤黃金救援時間，最終造成了嚴重災難。9時04分，海洋水產部成立了「中央災難安全對策本部」（중앙재난안전대책본부），作為一個直接向主管機關報告的單位，隨後將相關業務移交給安全行政部。海洋警察廳、海洋水產部、教育部等部門於9時10分共同成立了「事故對策本部」（사고대책본부를）。9時35分，韓國國防部開始運作「災難對策本部」（재난대책본부）。9時40分，海洋水產部宣布該事故是海上事故方面的最高緊急狀態，因此又成立了「中央事故整理本部」（중앙사고수습본부）。與此同時，韓國保健福祉部派出了救護車和「災難醫療支援組」（재난의료지원팀）到珍島。10時整，木浦地方海洋水產廳成立「地方事故整理本部」（지방사고수습본부）。10時40分，全羅南道廳2號消防直升機抵達現場後被海洋警察廳拒絕參與工作，消防廳長朴清雄（박청웅）表示：「雖然爲了救援而前往現場，但當時海警以空中衝突和救助混亂爲由，管制消防直升機，不允許進入事故海域」。
11時整，「中央災難安全對策本部」向青瓦臺報告說：「沒有人員傷亡」。11時01分，文化廣播公司（MBC）開始報導「全員救出」，宣布所有世越號上的學生都獲救了，這則消息被其他新聞機構不斷報導，一直到11時26分韓國放送公社（KBS）還在報導「學生全部安全獲救」。這項嚴重的錯誤資訊足足傳播了49分鐘，並以快訊方式被多家媒體報導，形成大規模誤報事件，一度讓民間誤解事故的嚴重性，影響了救援時機。11時09分，京畿道教育廳向新聞記者和學生家長的手機發送簡訊，聲稱所有學生都獲救了，這則政府公告顯然得到檀園區警察局一位警官的證實。由於災難，政府機關的發表將作爲第一個正式文本，應是災難報導中最可靠的來源。韓國政府最早的報告指出，「救援人員從冰冷海水中救回368人，因為當世越號開始下沉時，乘客（主要是學生）已經跳下船」。被揭穿是錯誤資訊後，「中央災難安全對策本部」根本不知道船上有幾名乘客、有幾個人獲救，只能不斷說著「確認之後再回覆」，使公眾輿論迅速惡化。3個小時40分鐘後才糾正這一聲明，改稱295名乘客仍然失踪，29名船員中有22人生還。根據有線電視新聞網及其附屬機構YTN報導，確認6人死亡。11時24分，海洋警察廳122救助隊抵達現場。根據媒體報導，韓國海軍的救助船單位於11時28分開始部署。但是海軍（包括海軍陸戰隊）部隊人員被擁有現場指揮權的海洋警察廳控制，在事故發生第二天的4月17日晚上才進入搜救作戰，白白浪費了28小時。
12時04分，海軍海難救助隊花費了1小時16分鐘後終於抵達現場，但是他們沒有攜帶潛水裝備，連水肺都沒帶。海軍方面解釋說：「從海洋警察廳那邊接到援助請求時，不知道需要潛水人員」。13時42分，海洋警察廳專門負責深海潛水的特殊救助團抵達現場。韓國聯合通訊社表示，14時42分，來自韓國陸軍陸軍特戰司令部的150名特種部隊人員，包括40名水肺潛水員被派往現場。此時共動員了196人，其中包括82名韓國海軍和韓國海軍特戰戰團中的114人。京畿道廳於15時07分開始運作「災難安全對策本部」（재난안전대책본부）。17時，韓國海軍預計開始海底作業，不過由於潮汐難以工作而喊停。17時05分，海洋警察特工隊乘坐民用漁船抵達現場。17時13分，京畿道教育廳成立「安山檀園高中綜合對策本部」（안산 단원고 사고대책 종합상황본부）。17時15分，總統朴槿惠首次出面，她抵達首爾安全行政部大樓後詢問：「我聽說學生都穿上救生衣了，有那麼難找嗎？」，全國人民都知道數百名學生被困在沉船中，但總統卻不知情。第一次搜索是在18時整，讓4名潛水員（2名海警、2名海軍）開始水下調查船體作業，只持續10分鐘。首次作業沒有救出任何人，也沒有任何成果。但是政府卻向媒體發布報告謊稱「投入了118名海警潛水人員和42名海軍特種部隊人員」。
在事故發生後8小時，由於政府仍無法掌握正確的生還者和失蹤者名單，學生家長紛紛提出質疑，但掌管「中央災難安全對策本部」的安全行政部卻把責任推給海洋水產部和海洋警察廳。21時整，韓國放送公社報導「陸海空三軍總動員，目前已啟動立體搜索」，事後證實為假新聞，現場只有16個潛水員。失蹤者家屬提議，可召募魷釣漁船，借助他們高效的聚魚照明技術協助救援，但是政府官員沒有理會。根據媒體報導，至22時03分為止，下列部隊參與了營救行動：韓國海軍派遣第三艦隊的水手、1艘獨島號兩棲攻擊艦、1艘忠武公李舜臣級驅逐艦、1艘蔚山級巡防艦；韓國空軍派遣1架C-130運輸機、1架塞考斯基HH-60鋪路鷹直升機、1架CH-47 契努克直升機；韓國陸軍派遣特戰司令部的150名官兵和11輛救護車。但是根據檢察官6月9日的調查後發現，因現場指揮控制功能癱瘓，上述單位並未立即投入搜救工作。此外，官方公告的作戰載具大部分都不適合執行海上救援。22時20分，在國務總理鄭烘原主持的「事故對策部長會議」中決議，取消「中央災難安全對策本部」，改成立「泛政府對策本部」（범정부사고대책본부）。行動初期，尋獲船員朴智英的遺體，在海中被撈起的高中生鄭次雄（정차웅）抵達醫院後不久死亡。此後，救援行動未能在大海中發現任何生還者。

### 第二天（4月17日）
4月17日凌晨，國務總理鄭烘原至安置失蹤者家屬的珍島郡室內體育館慰問，但是他並未與檀園高中或失蹤者家屬直接對話，只是召集記者們聚在一起回答提問，然後試圖離開現場，因此被憤怒家屬包圍推擠。同一時間，私人企業「溫蒂妮海洋工業公司」（Undine Marine Industries Co.）宣布帶領救援行動，0時30分，海洋警察廳開始施放發焰筒，宣布啟動船體調查，公告「共有171艘船、29架飛機和30名潛水員在現場，進行兩次夜間搜救中」，但這是虛假消息，後來在內部報告書中出現的事實為「當時由於潮流狀況不佳，未能取得任何進展」。一直到6時，都沒有救出任何生還者。因此通宵熬夜的家屬們表示「要親眼目睹現場」，全體移至珍島港（舊名彭木港）。6時30分，海洋警察廳宣布有20名潛水員已經下水，海軍也派出了8名潛水員，並且發布假新聞「現在正在進行空氣注入作業」。事實上，海洋警察廳不但沒有注入空氣，也阻止海軍潛水員參加救援，要求各單位等待溫蒂妮工業公司的潛水員到場。軍方後來表示，爲了避免相互干涉，所以接受海警管制。7時許，有19名海軍特戰戰團水中爆破隊成員和海軍海難救助隊成員透露：「海警控制了現場，不讓任何人靠近或潛水」。根據媒體報導，7時24分，溫蒂妮工業公司的潛水員抵達，正在幫助救援行動。8時整，韓國頭號新聞（News1 Korea）報導有179人獲救，6人死亡，290人失踪。《朝鮮日報》表示，有174人獲救，4人死亡，284人失踪。
8時05分，由於家屬質疑並未注入空氣，海洋警察廳表示「原定的空氣注入工作延期，17時30分會正式展開」，這使家屬們的不信任和憤怒更加嚴重。16時20分，陪同總統朴槿惠慰問家屬的海洋警察廳長金錫鈞宣布「4月17日參與救援作戰的潛水員人數達到555人」，立刻引起噓聲和叫罵，現場目擊的遇難者家屬表示，世越號周圍一個潛水員都沒有，「現場沒有任何救援工作」。生還者金成默也表示，出動五百名潛水員是謊言。韓國海軍在1艘獨島號兩棲攻擊艦上建立了軍事控制塔。從14時左右開始，救援行動幾乎停止。20時40分，媒體報導有1具海洋起重機投入救援，但事實上隔日3時左右器材才抵達現場。21時整，韓國放送公社播放的朴槿惠慰問新聞中，家長們的抗議、現場辱罵聲、總理鄭烘原和海洋警察廳長被大聲質疑的內容都沒有公開，民眾的憤怒並未傳給外界。一名學生家長大聲譴責了新聞報導，體育館現場從各地來的記者紛紛被家屬揪著衣領驅逐出去。21時45分，政府和媒體持續發布假新聞，表示「從17日至18日9時，持續投入532名潛水員」。事實上，這不是實際投入的救援人數，而是可動用的人員標準。接受此項聲明的媒體紛紛以「史上最大的救援行動」為標題大肆報導。22時整，韓國聯合通訊社報導尋獲的遺體數量是14具。

### 第三天（4月18日）
4月18日8時整，每日廣播（MBN）報導：「海警阻止民間潛水員進入搜救」。8時55分，檀園高中家長對策委員會（단원고 학부모 대책위는）發表《對國民呼籲書》：「民間潛水員們申請參加救援，但是都被擋下來，連船都不能開過去」、「經過昨天的抗議才勉強到達（事故）現場，救援人數不到200人，直升機只有2架，船舶只有2艘軍艦、2艘警備艇、6艘特殊部隊船隻、8名民間救助隊員。（昨天）21時，大韓民國災難本部說，投入555名人員、直升機121架、船舶169艘，他們說在救孩子都是謊言。各位國民，這才是韓國的真面目嗎？」。10時整，海洋警察廳公開反駁：「從17日開始到18日，共投入了173艘艦艇、29架飛機、532名潛水人員」、「海警及海軍潛水員共計嘗試了20次，但沒辦法潛入內部，我們在逐步鋪設引導繩索中」，失蹤者家屬們對此仍表達了憤怒。
10時50分，海洋警察廳表示「我們10時05分運來1具工業用空氣注入壓縮機，10時50分開始注入空氣」，已證實為虛假消息。11時20分，政府表示潛水員進入了三樓餐廳，開始注入空氣，並發表了「成功進入船體」的說法，也證實為錯誤消息，潛水員的作業後來被「泛政府對策本部」標註為「失敗」。11時50分，世越號完全沉沒，消失在海平面上。12時50分，遺體數量上升至28具。13時整，政府又更正說法為「發言似乎是錯誤的，不是進入船體，而是注入空氣」。同一時間，韓國放送公社仍在報導「進入船體成功」等錯誤新聞。13時18分，「泛政府對策本部」發布聲明「未能成功進入船體」。17時16分，安全行政部發言人金錫珍（김석진）為不實報告而公開道歉，這是安全行政部第二次坦承政府報告是錯誤的。

### 現場後續行動（4月19日 － 11月11日）

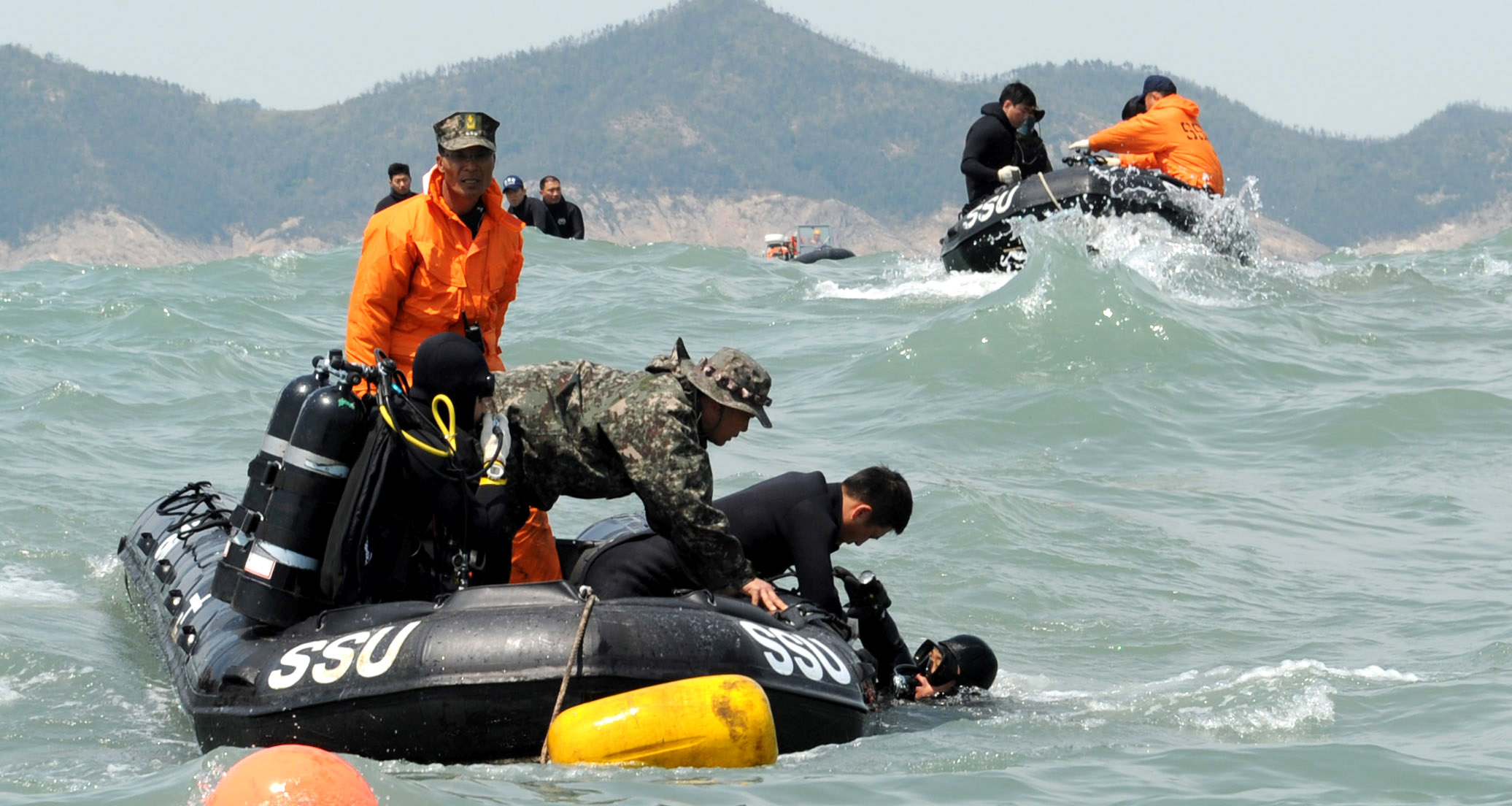
4月20日，大韓民國海軍海難救助隊和海軍特戰戰團的潛水員們乘坐橡皮艇，正在進行搜索遺體工作。

4月19日4時，將三組引導繩索設置完成，使民間潛水員們可以順利展開工作。5時35分，民間潛水員們通過客艙窗口確認了船內隨處可見的屍體，救援行動中受傷的1名海軍人員死亡。11時37分，體育館內的家屬們透過投影布幕觀看水下搜救直播，顯示出視野模糊、潮流嚴重、充滿障礙物，甚至無法進入三樓和四樓的走廊。這一事實與先前的救援作戰報導不同，家屬得知了政府在事故發生三天後什麼事情都沒做。20時左右，家屬提議已久的魷釣漁船才正式召集。23時48分，民官軍聯合救助小組（민관군 합동구조팀이）終於進入了船內，學生家長們表示「直到事故發生第五天才進入船內，再也不能相信政府了，我們去躺在青瓦臺前面吧」。當天尋獲的遺體數量累積36具。4月20日5時左右，部分家屬開始向青瓦臺行進。6時30分，政府派出警方防禦線阻擋抗議家屬行進的道路，警察與家屬進行對峙，並且錄影蒐證。10時20分，無力對抗的家屬回到體育館，政府派駐了33名便衣警官監視家屬動向。當天尋獲的遺體數量累積49具。
4月21日，媒體報導有遙控潛水器開始投入。5月6日，1名溫蒂妮海洋工業公司的潛水員在搜尋作業中死亡，尋獲的遺體數量上升到264具（不包括潛水員的屍體），38人失踪。5月10日，尋獲的遺體數量累計275具。5月21日，尋獲的遺體數量累計288具，16人失踪。這16名失踪人員有7名是高中生、3名教職員、4名其他乘客和2名船員。5月30日，又有1名潛水員去世。6月5至6日，發現1名乘客和1名船員的遺體，死亡人數達到290人，失踪人數減少到14人。6月9日，尋獲1名女性教師以及1名男性高中生的遺體，死亡人數累計292人，失踪12人。6月24日，1名女性高中生的遺體被找到，死亡人數累計293人，失踪人數降至11人。7月17日，結束搜救行動返回的江原道特殊求助團消防直升機在光州市區內一公寓社區的人行道附近墜毀，機上5名人員全部死亡，1名高中生受到波及而受傷。7月18日，尋獲的遺體數量累計294具，失踪人數為10人，當天找到最後一位船員的遺體。10月28日17時15分，在船艙四樓尋獲1具遺體，死亡人數累計295人，失踪人數為9人。11月11日，海洋水產部部長李柱榮宣布結束搜尋遺體和遺物的潛水作業，共計持續了209天，有235具乘客遺體穿著救生衣。

### 韓方回絕國際協助

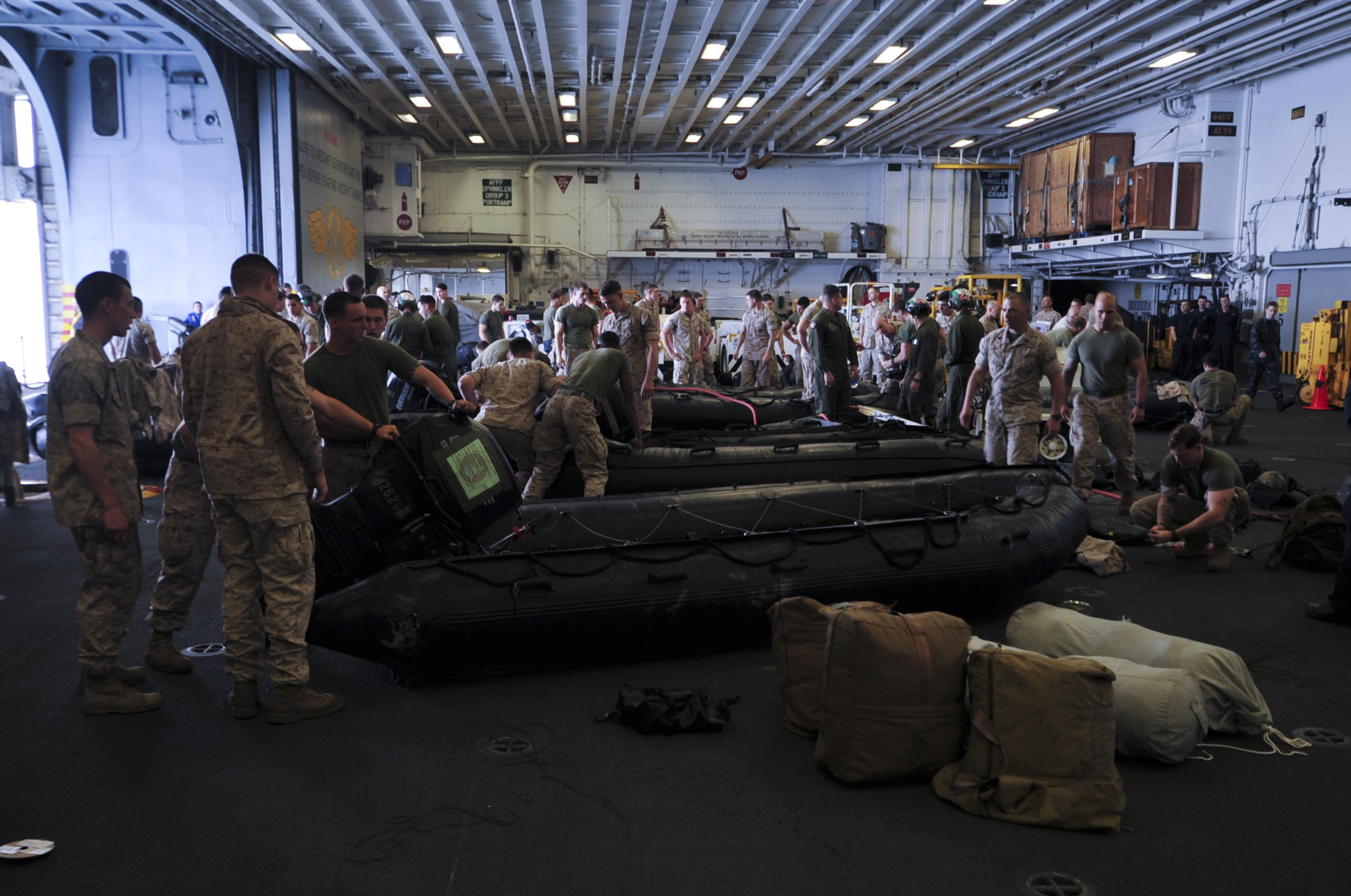
被派遣前往沉船现场参加救援行动的美国海军第31海军陆战队远征分队

4月17日，根據韓國國防部發表的聲明，美國海軍太平洋艦隊司令部在4月16日當天派遣正在黄海活動中的兩棲突擊艦好人理查號與艦載直升機，協同參與了世越號海空救援，並向美軍要求增派兵力。但後來被檢察官調查發現事實並非如此，美軍軍艦因未能得到韓國海軍同意加入救援行動而返回。美國海軍當天上午公佈的報告書（文件編號：NNS140416-02）也表示：「接到世越號沉船事故消息的美國海軍立即向事發海域派遣了軍艦和直升機營救，但韓方以『措施效率』爲由，要求等待韓方指揮」，韓國海軍也確實要求美軍直升機撤離現場。4月18日，日本海上保安廳聲明若韓國有需要，將派遣船艦及人員協助搜救行動。但韓國海洋警察廳拒絕日本的幫助，稱雖然對此表示歡迎，但本次事件並不需要特殊的援助。

## 打撈船體上岸
2015年4月22日，韓國政府在「災難安全對策本部」會議上，審議打撈世越號船體的議案，並通過決議。決定耗資1千億至1千5百億韓元（約9,300萬至1.4億美元）將船體完整打撈出水。由海洋水產部向國際、國內企業招標，選定負責打撈的企業；同時擬定具體的打撈計劃及準備工作。最終由中华人民共和国交通運輸部轄下的上海打撈局得標，與韓國政府簽約。2017年3月22日至4月11日正式執行作業，由「振華30號」起重船將世越號吊出海平面，拖拽到重載船上，接著移動到木浦新港，保持沉沒後左傾90度的狀態安置。上岸後，同時在事發海域、客艙和貨艙進行搜尋工作。在長達7個月的過程中，尋獲4名失蹤者遺骸，分別是教師高昌錫（고창석）、學生許多允（허다윤）、學生趙恩華（조은화）、乘客李英淑（이영숙）的遺骸，遺骸狀況仍相對完整。至此失蹤乘客餘下5名，分別是學生朴永仁（박영인）、南賢喆（남현철），教師梁丞鎮（양승진），和一對名為權在根（권재근）和權赫圭（권혁규）的父子。船體打撈过程中发现了大量动物遗骸，该现象引发了阴谋论猜想。2018年5月10日，世越號船體調查委員會（세월호 선체조사위원회）與現代三湖重工將船體扶正。

## 翻覆事故和大量死亡原因調查
由於世越號沒有安裝船載航程資料記錄儀，唯一能從外部查驗航跡的自動識別系統又遺失了關鍵數據，導致特別調查委員會難以查清真相。在韓國狹小的航海專業領域中，許多上級機關（包括中央行政機關相關人士、韓國航運協會、韓國船級社等等）都成為不可靠的調查對象，因此除了少數的大學教授之外，很難得到其他專家協助，所以調查進展緩慢。經過檢察官、檢警聯合調查本部、海洋警察廳、世越號船體調查委員會、學者、其他團體與個人的研究調查後，發生事故的主要及次要原因推論如下。
韩国木浦地方海洋安全审判院于2024年11月认定事故系因舵机故障等船体内部原因所致。审判院特别审判部完全排除“世越”号因与潜艇相撞等外部原因倾覆的可能，并称船体被打捞出水后的调查结果显示，船体受损部位未发现能断定有外力导致船只快速转向的痕迹。由于缺乏外力作用的确凿证据，审判部未将外部因素列入潜在事故原因。同时，审判部认为，“世越”号船只快速转向是由于舵机运作异常，而非操舵员操作失误所致。由于“世越”号为增加载客量对船体进行大规模改造导致船体重心上移，加上货物固定不当导致移位，加剧了船舶转向和倾斜的程度，导致倾覆。

### 沉沒原因
不合理的突然轉向
2014年4月17日，海洋警察廳得出結論，認為右舷出現「不合理的突然轉向」，是世越號傾覆的原因。根據海洋警察廳的說法，突然轉向導致艏艛甲板上的大量貨櫃全部轉移到一側、引起船舶傾斜、船員無法掌握舵輪，最終讓該船失去控制。分析世越號自動識別系統的數據後，已經證實了突然轉向曾經發生，但無法查明是船舶本身失控還是受到外力影響。生還的船員們一致認為，事故主要原因是突然轉向。釜慶大學環境／海洋技術研究所所長李相雲也同意這個說法。
貨物超載
貨物超載和貨物安全不當也被視為直接原因。世越號運載2,142.7噸貨物，超過法定重量987噸的兩倍多，據估計，事故當天的實際貨物重量為2,215噸，其中卡車、汽車和重型設備920噸，貨櫃131噸，普通貨物1,164噸，包括用於濟州海軍基地的278噸建築材料。前船長和大副曾注意到世越號經常超載航行，李相雲教授也提出超載可能是發生事故的原因。根據前船長申尚邱的說法，該船不應該裝載如此多的貨物，穩定性也會受到極大影響，但是公司忽視他的警告。2014年10月6日，檢察廳宣布了針對世越號船難的最終調查結果：「清海鎮海運公司強行增加空間、改造船舶，離開港口時超載，並因船員疏忽操作而沉沒。除了木浦海洋警察廳前往救援不當的問題，營運公司也因非法活動導致死亡人數增加」。對此說法，世越號船體調查委員會第一委員長權英斌（권영빈）和罹難者家屬金英吾（김영오）都表達了否定意見，他們認為超載並不是事故主因。
壓艙水不足、缺乏平衡恢復力
事故當天世越號僅攜帶761.2噸壓艙水，遠低於法定的1,703噸，這將使船更容易搖晃和傾斜。《朝鮮日報》指出，壓艙水的違規排放是事故原因，船員們從船底抽出了數百噸的壓艙水，以容納額外的貨物。檢警聯合調查本部調查出缺乏足夠的恢復力可能是主要原因，導致渡輪傾覆。生還船員也表示，缺乏恢復力是造成災難的原因。不過清海鎮海運公司表示，世越號出航不久後在八尾島附近有近乎90度的大轉彎，隔天在事故前的路線反而是直線行駛，如果恢復力不足的話，早在行經八尾島時就會發生意外。世越號船體調查委員會於2018年委託荷蘭海事研究所調查沉沒原因後指出，無論穩定性有多糟糕都不會直接導致沉沒。
不適當的船體改造
韓國海洋大學海洋運輸技術教授金吉秀（김길수）認為，船隻的第三、第四與第五甲板客艙之載客人數曾被改造擴充過，才是事故的主因。他主張這一改裝舉動使重心提升了51公分，最後從內外同時傳來的壓力導致船體傾覆，因此事故與突然轉向無關。這個說法也得到了前任船長以及李相雲教授的支持。木浦海洋大學金光秀（김광수）教授指出，新建的客艙提高了重心，確實會影響船身穩定。
結構偷工減料
舵手吳勇錫（오용석）在2014年11月服刑期間，於獄中親筆寫下自白信，表示世越號船身結構偷工減料，主張事故原因為船隻本身問題。他透露「船頭右舷的照明燈遭拔除」、「船身結構偷工減料」等問題，並在信中畫出簡易示意圖，指出「只有C層後半被分為兩塊，蓋有帆布的這邊，在船隻傾斜到某一個程度的時候，就會有不少海水灌入」。他並補充，2樓貨艙在設計圖上雖標明是鐵製牆壁，但實際上是以布製隔板搭建，完全無法防止海水入侵，很可能是加速沉沒的原因之一。
船員培訓嚴重不足
清海鎮海運公司的國內航線船舶員工（船長、船副、駕駛員、導航員、水手、乘務長、通訊員等）大部分都是1年以下的約聘員工。事故發生當時，世越號船長李俊錫也是每月270萬韓元的約聘員工。有鑑於此，由於缺乏職業穩定性，原本就很難期待其下屬的歸屬感、責任感和使命感，而且公司對船員的培訓管理也非常困難。清海鎮海運公司在2013年的船員培訓費用總共只有54.1萬韓元。遭收押的舵手吳勇錫也在獄中表示，船長李俊錫在工作上應對散漫。
掌舵不成熟、機械故障
檢方認為由於舵手操作失誤，多次轉向引發船隻急轉彎，法院一審裁判部也接受檢方的調查結果。但是在二審中，事故當時掌舵的趙準基說：「舵機不受舵手控制，多數船舶專家也證明了這種可能性」、「這不是舵手的操作失誤，可能是機械故障」。韓國海洋大學教授尹正熙（윤정희）表示：「舵機是液壓機械，因此不能超過實際轉向範圍，如果舵手的說法屬實，舵輪是有可能出現機械故障的」。韓國大法院在三審中接受了這一說法，駁回檢方的主張，並宣判三副朴涵潔和舵手趙準基減刑。裁判部在判決書中表示，轉向系統中的舵機異常、電磁閥出現問題等機械故障是可能發生的。韓國造船海洋機資材硏究院院長孔吉永（공길영）也認為，電磁閥中的螺線管故障是導致沉沒的最大原因。
水密門沒有確實關閉
國立雅典理工大學船舶設計實驗室主任阿波斯托洛斯·帕帕尼古拉烏（Apostolos Papanikolaou）指出，像世越號這種大型船隻都會設計約15個水密隔艙，其中只要有2個密封就不會迅速下沉，他說：「一旦海水淹到到上層甲板的大型開放表面，那裡有時會當作停車庫，船可能就會快速傾覆」。國立成功大學系統及船舶機電工程學系特聘教授方銘川也表示，水密隔艙有問題才會導致快速沉船。荷蘭海事研究所公布的報告也指出，如果輪機室和D甲板上的17個水密門和人孔有確實關閉，傾斜的世越號就會一直保持在65度，這基本上可以大幅延長救援乘客的「黃金時間」。
緊急求救信號沒有發揮作用
緊急救助信號在事故發生當時並未啓動，引發爭議。世界各地海事救援中心、航空管制中心、海巡部隊等專責救援組織，都有專人二十四小時監聽遇險頻道。如果按下船舶的「SOS按鈕」，失事船隻的求救訊息就會在周邊船舶和全世界瞬間傳遍。當然，世越號也有「SOS按鈕」。4月16日9時07分，收到遇難情況的珍島航管中心向世越號周圍的船舶發出信號。但是如果能在遇險時立刻按下「SOS按鈕」，那求救訊息就可以瞬間傳播出去。事發當時，在船橋操舵室的第二名船員金某說：「雖然按下了遇難的按鈕，但沒有啓動」。也有人提出，上級可能下令讓船員封鎖消息而故意不按下按鈕，因此引發了爭議。
爆炸、貨物未妥善固定
韓國海洋大學航空工程學教授龔吉楊認為突然轉向僅僅是最初的原因，除此之外事故存在其它原因。他主張，船體內發生爆炸是最有可能的第二原因。李相雲教授否定了爆炸假設，將事故原因歸咎於世越號船身開始傾斜時，貨物移動造成類似爆炸的巨響。李教授還補充說：「如果貨物沒有被恰當的固定好，就會擾亂整個船身的重量分佈。這有可能導致船隻加速傾覆」。根據荷蘭海事研究所調查的結果表明，妥善固定貨物就可以防止世越號傾斜超過33度。紀錄片《那天，大海》（그날, 바다）導演金智英（김지영）提出，在修復多輛汽車的錄影鏡頭後發現，世越號右彎傾斜大約15度時，停車庫內的車輛並未移動，之後在瞬間傾斜至45度後才開始發生貨物傾倒和汽車推撞，因此事故起因和貨物固定無關。
外力
美國海岸防衛隊退休隊長彼得·波東（Peter Boynton）認為，世越號最有可能是撞到水中的東西才會出事，因為傾斜後的沉沒速度非常快，表明它遭受了「重大損傷」。他指出一旦轮船甲板遭到破壞，往往會引發非常嚴重的海水倒灌，導致這種規模的船隻快速側傾，這可以解釋「為什麼客輪在幾個小時內就開始迅速沉沒」。前美國運輸部總監察長瑪莉·斯基亞夫也持相同看法，她表示世越號可能和不明物體撞擊，導致快速沉沒。由於多位生還乘客說，他們在船開始沉沒之前聽到了一聲巨響，韓國聯合通訊社援引一位57歲生還者的話說：「有一聲巨響，然後船突然傾斜了」。生還學生林亨民（임형민）說，他聽到一聲巨響，然後客輪開始下沉。乘客金成默也說：「聽到它撞到了什麼東西」。彼得·波東對此表示：「從最初的報告來看，它聽起來確實很有可能發生了一些事情」。《京鄉新聞》等多數媒體皆表示，外部力量很有可能是水中物體，航行速度比世越號更快，「最主要是潛艇」。由於船身曾在1秒鐘內從15度角猛烈傾斜至45度角，紀錄片《那天，大海》展示出科學模擬，主張大型船隻在物理原則下從15度傾斜至45度大約需要40秒才能達成，因此除了外力之外，沒有辦法解釋這樣的快速傾斜。船員的庭審陳述也表明，在船體傾斜之前感受到一股沉重的衝擊力。
故意拋錨
紀錄片《那天，大海》也提出了「錨定沉沒」說法：「由於無法得知的原因，船頭失控，致使船體急劇傾斜」。製作方主張世越號經過淺水區時，有人釋放了左錨，撞到海底而使船隻失去平衡，故意使船沉沒。韓國放送公社在報導中反駁，指出「釋放船錨無法在駕駛室內執行，必須親自走上艏艛甲板操作」，且根據監視錄影分析，世越號是突然傾倒的，因此人類不可能在如此急劇變化下還能站穩操作。後來在媒體公開的世越號船體內部照片中顯示，釋放船錨的液壓錨機處於正常狀態、完好無損，而且雙錨裝置的繩索和鐵鏈都緊緊鎖住，這推翻了故意拋錨導致沉沒的主張。世越號船體調查委員會也表示，左右船錨處於正常的固定狀態、沒有留下進出痕跡，並且在荷蘭海事研究所第二次模型試驗中證實，即使拋錨也不會導致沉沒。
暗礁碰撞
由於事發海域多霧，所以最初調查時海洋警察廳相信事故原因在於客輪與暗礁發生了碰撞。不過，這個理論被船長否定，隨後專家們也一致否決。一位政府派出的救援人員表示，事件有可能源自於船隻本身的故障，因為世越號途經的海域並無暗礁或岩石。
潛艇撞擊
2016年12月，梨花女子大學奈米科學系教授金官默（김관묵）出面表示，根據雷達影像分析，事發時船體身後有個巨大物體，雖然一直認定是掉落的貨櫃，但是經過研究調查後，該物體體積遠大於貨櫃，且能自行轉換方向、具備動力。此外，世越號突然以小半徑轉彎的角度違反工程力學常識，因此可能是遭受潛艇撞擊才翻覆。同時，8小時長的紀錄片《世越號X》（SEWOLX）公開航跡圖與雷達等研究報告，也提出了潛艇衝撞理論。2018年4月13日，世越號船體調查委員會指出，由於「船體左舷的減搖鰭偏離50.9度，遠高於最大運轉角度25度」、「減搖鰭表面出現數條刮痕」、「根據事發當時客輪停車庫內錄下的汽車晃動程度，顯示船體承受了高達50倍的外力衝擊」，疑似遭受強大外力撞擊才會造成沉船。因此調查委員會認為「外力論」的可能性較大，推測水中物體是潛艇，最早被海洋警察廳提出的「不合理的突然轉向」很有可能就是受到潛艇衝撞所致。另外，乘客所聽到的不明巨響也可以支持這個說法。加上2014年4月26日海洋水產部公布的世越號航跡圖顯示，船在進入大幅急彎前（8時49分47秒）出現極度不自然的「S」字型路徑，使潛艇碰撞理論的可能性提高許多。

### 大量死亡原因
人禍
輿論認為船長和一部分拋棄乘客自行逃生的船員們，沒有盡到倫理責任和違反職業道德，因人為過失導致乘客大量死亡。批評聲浪指出，比起研究世越號事故的工程物理學，人禍才是直接造成大量死亡的根本原因。在海上航行這樣孤立的集體範圍內，船長和船員們應負責航海、指揮和救助乘客的任務，世越號事故中出現死亡必須歸咎於領導能力缺失。因爲證據表明，在側翻到沉船前有充足的時間（約2小時）分配給乘客棄船逃生。根據嘉泉大學跨學科高層建築物防災中心教授朴賢周（박형주）提交的模擬結果，顯示出只需要6分17秒就可以撤離全船乘客。英國皇家造船工程師協會也公布了6種模擬實驗結果，撤離全船乘客最多只需9分11秒:53-55。檢察官指出，船長或海警只需要透過廣播就可以最大限度的減少人員傷亡，然而世越號船員除了對外發出求救訊號，沒有執行任何相應的有效措施，甚至以廣播系統不斷指示乘客們「原地待命，請不要移動」。因此該分析指出，之所以使乘客的存活率降至最低，是因爲船長及船員判斷失誤和缺乏責任感導致了人禍。根據檢警聯合調查本部指出，船員們在沉船事故發生之後知道數百名乘客仍留在船上，卻沒有向乘客傳達撤退命令，只利用自己知道的途徑逃生，還使用了只有船員擁有的無線對講機。他們中的一部分人在獲得海警艦艇救援後回答說：「船上還有數百人」。
政府初期應對不力
根據檢察官的現場調查報告書，海洋警察廳在世越號沉船事故發生41分鐘後，於9時30分向青瓦臺報告了消息，並省略了受困者的情況。青瓦臺和政府判斷事故初期的嚴重性低，未能及時應對，可能是海洋警察廳這種不良報告釀成的。10時23分的第二份報告書中，稱「動員了海警和33艘船艦、6架直升機展開搜救工作」，但是檢察官根據國家數位司法鑑定中心調查影像分析後，事故當天10時23分，除了民間救援船隻，實際上現場只有1艘救援艦艇和2架直升機是政府單位。搭乘123號巡邏艇的14名海警只救助了逃出船外的船長、船員和乘客，並沒有試圖進入船艙內。在11時25分的第三份報告書中，仍沒有提到超過300名乘客被困在船內的相關內容。事故發生當天（4月16日），海洋警察廳和海軍出動的水中搜救人員只有16人，政府採取消極應對措施造成數百名乘客被困在船內，因此引發了一場爭議。韓國國防部雖然出動了特種部隊到事故現場，但因当地海洋警察廳指挥拒绝来现场，理由是“刚熬完夜好累啊，来了只会影响工作”，到场搜救人员毫无头绪，導致現場指揮控制功能癱瘓，並沒有投入搜救工作。在乘客生存可能性最高的黃金時段內，只對受困者進行了肉眼搜索。金光珍議員表示：「世越號沉沒當日，韓國國軍的特殊部隊要員們只能眼睜睜看着事故現場，感到非常慌張」、「一定要追究當時在現場指揮的負責人」。除了上述延誤救援的致命缺失外，警方與軍方也因決策漏洞百出而飽受質疑，例如抵達現場的直升機上沒有搭載救援裝備和專業人員、派出無法執行海上救援的作戰專用載具等，讓國家資源完全派不上用場。
海洋警察廳123號巡邏艇艇長過失致死等犯罪行爲
2014年4月29日，全羅南道廳將漁政指導船「全羅南道201號」拍攝的21分36秒現場影片公布，由參與救援的南海漁業管理團漁政指導員朴升基（박승가）拍攝。該影片與之前海洋警察廳公開的49段影片不同，可以看到世越號傾覆前共有5艘漁船積極施救，其中海洋警察廳使用的核心救援裝備只有1艘7人座的橡皮艇。另外，海洋警察廳的影片主要是以海警爲主的救助活動，但此次漁業指導船公開的影像中幾乎看不到海警的身影。媒體將這一事實曝光後，引發了一場爭議。這段現場影片中，雖然有2架直升機在上空盤旋，但只有發出響亮的螺旋槳聲，看不到任何積極救助的行動。這些影片表明，海警在當天9點46分左右，只在駕駛室附近救助李俊錫船長等船員，但在10時以後，反而是積極施救的漁政指導船和民間漁船主導了救援作業，海洋警察廳因此受到輿論指責。
在檢方扣押搜查了木浦海洋警察廳123號巡邏艇的相關文件後，還原了現場真實情況。調查結果證實海洋警察廳123號巡邏艇艇長金慶日（김경일）在世越號沉沒事件中，已經知悉了船上乘客受困的情況，但是並沒有採取任何措施。西海地方海洋警察廳及木浦海洋警察廳多次向123號巡邏艇下達「讓乘客們從船上跳下來」的命令，但身為指揮官的金慶日在個人判斷下卻沒有執行上級命令，致使乘客傷亡，觸犯業務過失致死罪。金慶日並在事後利用「防空識別廣播系統」錄下他偽造的疏散乘客指令。經檢方確認，金慶日在監查院調查和檢察機關傳喚之前，與123號巡邏艇的海警們串供。檢方表示，船長李俊錫登上海警的橡皮艇時，世越號的傾斜只有62度，而且海警是完全有可能進入船艙內救援的。檢方也推測，如果海警人員到達船內，就可以進行全體人員的逃生救助。
民間潛水員被排除在外
某民間潛水員在4月23日上午表示：「海警在黃金救援時限內阻擋民間潛水員下水，沒有進行任何說明，只是命令我們不得進行搜索工作，被排除在外等候」。與政府簽訂合約的民間救助企業潛水員在進行搜救工作時表示：「這是不合理的，我認爲立即救援是非常重要的事情」。另一位相關人士主張：「起初由於水流平緩，很容易進行搜索。到後來海警和海軍在進行作業的同時，在剩下的時間裡讓民間人士進入，但水流已經變得湍急，因此很難進行救援工作」。4月22日下午，100多名民間潛水員撤離，只剩下20到30名潛水員在珍島港。對此海洋警察廳主張說，民間潛水員被排斥在救援作業外是一種誤解，相關人士表示：「包括讓海軍特戰戰團、海軍海難救助隊在內的數百名資深特種隊員待命，只是想集中精力進行搜救工作，讓民間潛水員們待命是考慮到程序、方法和時機等再讓他們投入」。但是民間潛水員主張，這樣的矛盾從搜救初期開始就一直存在。雖然現場指揮管制是由海警、海軍、消防防災廳等一線執法人員掌握，但由於沒有對民間潛水員等進行有效的指揮體系，出現了混亂。另外，由於韓國海洋救助協會的干預，民間潛水員沒有獲得應有的支持，因此民間潛水員之間在珍島港發生激烈的爭論。檢察機關證實，事故第一天曾前往現場的民間潛水員許先生是與政府合作的相關企業人士，但與其他民間潛水員一樣，被排除在救援行動外。

## 責任追究
事故後，檢方針對五大領域——「船舶沉沒責任及違反乘客救助義務」、「船舶安全管理及監管疏失責任」、「事故發生後搜救過程及不當行為」、「清海鎮海運公司實際所有人的非法行爲」、「海運行業整體結構性腐敗」的違法行爲立案調查，共計399人成為調查對象，其中178人遭拘留起訴、11人不拘留起訴，最終有53人終審罪名成立。

### 船長與船員
2014年4月18日，光州地方檢察廳調查後發現，世越號原先的船長是47歲的申姓一級航海士，但當天此人休假，所以69歲的二級航海士李俊錫任職代理船長。然而出海當日8時之後，客輪開始由資歷尚淺、僅從事航海工作2年多的25歲三副朴涵潔指揮掌舵。檢方稱，唯有船隻在安全區域行駛時方可由三級航海士指揮掌舵。在危險區域時，船長必須在一旁指揮。事發當時朴涵潔指揮客輪航行至危險海域，但李俊錫在駕駛室外休息，造成嚴重失職。幾名生還者作證表示，他們在船上從未聽到任何撤離命令。
4月19日2時整，光州地方法院木浦分院簽發逮捕令，正式逮捕世越號船長李俊錫、三副朴涵潔與舵手趙準基。船長面臨5項指控，包括「違反《海難救助法》」與「玩忽職守」和其他不法行為等罪名，最高可被判五年以上有期徒刑或無期徒刑。船長作為航行的總負責人，船隻遇險後在443名乘客仍未安全離船的情況下棄船逃跑，在發出乘客待命通知後也沒有採取任何救助措施，棄船逃跑時同樣沒有進行補救。韓國法律明確要求在船舶發生災難期間「船長需與船隻共存亡」，意即船隻沉沒或者完全毀壞之前，船長必須最後一個離船；如果船長無法疏散所有的船員和乘客，船長必須與船共存亡。被捕的三副朴涵潔與舵手趙準基也面臨2項指控，他們在事故當天涉嫌業務過失和誤殺。4月26日，又有12名船員被捕，負責導航的全體船員都被拘留。
5月15日，船長李俊錫、負責管理船舶壓艙水的大副姜元植、二副金永浩（김영호）和輪機長朴基浩因嚴重過失致死罪被起訴。調查人員說，這4人是第一批獲救的，罪嫌足以宣判死刑。其他11名船員因擅離職守、棄船和危害安全而面臨較輕的罪名指控。檢方對船長在内的4名船員幹部指控殺人和殺人未遂等嫌疑，對三副和舵手指控適用《特定犯罪加重處罰法》，對其餘9名船員指控遺棄致死與致傷嫌疑。檢方也曾要求法院判處船長死刑，判處大副、二副、輪機長無期徒刑，判處其餘9名船員有期徒刑15至30年。11月11日，光州地方法院裁定，船長李俊錫因職務疏失與遺棄乘客罪判處36年有期徒刑，不過檢方求處死刑的殺人罪則不成立，因此檢方提出抗訴。輪機長因沒有協助2名受傷船員，依殺人罪判處30年徒刑。其他13名船員則因重大過失、怠忽職守等罪名，判處5年到20年有期徒刑。
2015年4月28日，光州高等法院二審裁定，船長殺人罪名成立，判處無期徒刑，其他14名船員則減為1年6個月至12年不等的有期徒刑。法官表示：「我們針對職能進行區分，船長負有嚴重責任，而船員只是接受船長命令」。11月12日，韓國大法院開庭終審，13名大法官全部得出結論，裁定船長李俊錫殺人罪成立，判處無期徒刑。法官表示：「若對當時在船艙與走廊待命的乘客發佈躲避與離船的命令，非常多人就能逃出並存活下來，李俊錫只需要使用船樓內的通信裝備就能充分履行，但李俊錫卻沒這麼做」，判決認定李俊錫明顯未盡到船長職責，並表示：「李俊錫的不作為，和具有行動的殺人行為具有同等法律價值」。其餘船員因犯下遺棄致死、違反《災難救助法》等12項罪名，適用《特定犯罪加重處罰法》，判決大副姜元植12年；輪機長朴基浩10年；二副金永浩7年；三副朴涵潔和舵手趙準基5年；機關士孫智泰（손지태）和李秀鎭（이수진）3年；操機手李榮才（이영재）、朴成龍（박성용）和金奎贊（김규찬）3年；舵手吳勇錫和朴景南（박경남）2年；操機長全英俊（전영준）和航海士申正勳（신정훈）18個月。船員案件至此三審定讞。

### 海洋警察廳123號巡邏艇艇長
2014年7月，光州地方檢察廳搜查扣押木浦海洋警察廳123號巡邏艇的相關文件，還原現場真實情況。2014年7月28日，海洋警察廳123號巡邏艇艇長金慶日（김경일）在光州地方檢察廳接受15個小時左右的調查。7月29日3時，光州地方檢察廳海警專門調查組發現他涉嫌在4月16日世越號沉船事故發生之後，偽造個人錄音覆蓋紀錄，內容如下：「9點47分，第123號船員們立刻連接繩索，按照指示進入船上」，調查組依涉嫌損壞檔案、僞造公文等嫌疑緊急逮捕金慶日。7月31日下午，光州地方檢察廳裁判部駁回對木浦海警123艇長金慶日的拘捕令。裁判部表示：「沒有消滅和潛逃證據，單憑拘捕令記載的嫌疑，很難認定拘留必要性和相當程度的實效性」。他在4月28日的新聞發布會上表示：「我直接進行棄船廣播」，在監查院的調查中也反覆回答他進行棄船廣播，否認相關嫌疑。
但是隨後在檢察機關的調查結果中，證實金慶日上述主張是虛假的。檢察機關認爲，金慶日爲了掩蓋對最初救援不力的過失，故意指使屬下警員僞造3至4個事項。2014年10月6日，檢察機關對金慶日進行不拘留起訴，金慶日在韓國監查院調查和檢察機關傳喚之前，就與123號巡邏艇的海警們召開對策會議，並指示要他們進行虛假陳述。巡邏艇上4個閉路電視主機也有3個下落不明，4個監視錄影資料失蹤，但主管機關否認持有物證。2015年2月11日，光州高等法院一審法庭以「業務過失致死」為由判處4年有期徒刑。法院裁判部表示，金慶日在救援現場作為指揮官只救助眼前的乘客，沒有及時通知船內的乘客盡快逃離，間接造成巨大傷亡。當時的審判焦點是，如果海警們利用擴音器下達命令，在世越號艙內的乘客們聽到廣播就能逃出水面。法院裁判部指出海洋警察廳的無能：「即使世越號船長沒有下達退船命令，海警也沒有積極採取救助措施，因此依照此違法行為定罪」。2015年7月14日，光州高等法院抗訴庭審後，改判3年。

### 海運公司
營運世越號的清海鎮海運公司受到輿論批評。2014年4月17日，檢察廳調查人員突擊搜查該公司的辦公室，查扣操作手冊和其他文件。5月8日，逮捕其社長金漢植（김한식），他因疏忽貨物超載問題造成數百人喪生，面臨業務過失致死、業務過失致船沉沒等罪名指控。同時政府撤銷該公司的營業執照。警方也拘補4名清海鎮海運公司物流負責人。5月13日，海洋水產部撤銷清海鎮海運公司於2014年5月在仁川 － 濟州島航線上經營渡輪的許可證。11月6日下午，光州地方法院對金漢植等11人進行判决，金漢植為彌補公司財政赤字，過度擴大船舶載重能力並致使客輪違法超載，判處10年有期徒刑、罰款200萬韓元。其他公司主管以類似罪名被判處3至6年有期徒刑，另外2名職員被判緩刑。2015年5月12日，金漢植上訴後，光州高等法院將他的刑期減為7年。法院表示，考慮到其他世越號船難相關被告的輕微判刑，因此決定減少金漢植的刑期。

### 業主
2014年5月14日，因涉嫌挪用公款、背信、洗錢及逃稅等罪，仁川地方檢察廳對清海鎮海運公司會長、領導人俞炳彥發出傳票，但他沒有出庭到案，反而躲藏起來，檢方擔心他可能試圖搭船從韓國逃走，開始檢查主要港口並展開全國搜捕。檢方發言人說：「我們不是在談論一個小罪犯，而是一個宗教領袖、知名藝術家和多個企業的大股東，他在被傳喚後立即逃離」。根據搜查扣押令，約有80名仁川地方檢察廳調查人員突擊搜查「救援派」在京畿道的教會總部，數百名教會成員聚集在現場、阻止外人進入該場所，並聲稱檢方壓制他們的宗教自由，這一舉動被外界視為是為了保護俞炳彥，僵持局面持續了8個小時。俞炳彥的長子俞大均也涉及1,000億韓元資產的貪污、賄賂和逃稅等罪嫌被傳喚，但同樣違反檢察官的傳票，繼續逃亡。與此同時，調查人員扣押俞炳彥持有的200億韓元資產，並追查其他家族內的非法資金 5月22日，仁川地方法院發布逮捕令，將俞氏父子都列為全國頭號通緝犯，韓國當局提供5,000萬韓元懸賞金額，逮捕到逃犯的官員也能獲得升遷。
5月25日，仁川地方檢察廳將俞氏父子的懸賞金額提高至5億韓元。6月12日，全羅南道地方警察廳在全羅南道順天市發現一具腐敗遺體，死者疑似為俞炳彥。韓國總統朴槿惠說：「俞炳彥家族是引起這場災難的根本原因，他們藐視法律，而不是在大家面前悔過，並幫助揭露真相，引發公眾怒火」。7月25日，仁川地方警察廳在京畿道龍仁市逮捕到俞炳彥的長子俞大均，移送仁川地方檢察廳。11月5日，仁川地方法院針對俞大均涉嫌侵吞56億韓元公款和瀆職一案，判處3年有期徒刑。2015年5月22日，首爾高等法院抗訴庭審後，改判2年。

### 監理單位
沉船災難暴露出各種弊病，包括官商密切私人關係影響政府監督以及相關公安事故刑罰太輕等。涉及船隻安全檢查和驗證的韓國船級社與韓國航運協會難辭其咎，因此檢方對這兩個組織展開調查。韓國船級社是受到政府授權的私營機構，該機構應負責審核及檢驗世越號，但檢查員並沒有妥善執行測試。韓國航運受到韓國航運協會的管制，該機構應負責檢查世越號是否超載，但檢查員並沒有離開海岸登船檢查。這個行業貿易組織是由航運公司出資成立，同時又負責監督出資的航運公司，專家認為可能存在利益衝突。而協會以外的政府監管機構經常利用旋轉門在其政府服務退休或離職之後成為該協會的主管。韓國船級社歷年12名主席中有10名由海洋水產部退休官員出任、韓國航運協會歷年12名主席中也有8名由海洋水產部退休官員出任。韓國海洋大學教授尹正熙（윤정희）指出，儘管韓國的法規很嚴格，但往往執行不力。
在檢察官向韓國船級社辦公室發起突襲搜查後，該社社長全永基（전영기）於4月28日辭職。6月3日，光州地方法院向韓國航運協會仁川分會的航管室長、韓國船級社木浦分隊的船舶檢查員發出逮捕令。11月6日，光州地方法院宣布，負責監督船舶安全問題的韓國航運協會航管室長因為沒有檢查其貨物和倉庫，便允許世越號離開仁川港口，判處3年有期徒刑。兩位負責在港口裝載該船貨物的私人公司僱員也分別判處18個月和6個月徒刑。2015年2月12日，光州地方法院宣判負責檢驗船體改造的韓國船級社無罪。

## 相關立法
由於韓國政府的危機管理對策嚴重失當，引發國會的朝野議員予以強烈譴責。事故發生後一個月，新世界黨國會代表李完九和新政治民主聯合國會代表朴映宣達成協議，於2014年5月19日召開「世越號臨時國會」會議，針對沉船事故進行國政調查、報告、質詢與商討制定特別法。不過因為在特檢推薦權上產生嚴重的意見分歧，導致朝野兩黨對峙，連本會都無法召開。一直到8月7日，雙方才達成調解。11月7日，韓國國會制定並投票通過了3項圍繞世越號船難的法案。
《世越號特別法》
內容包括：成立「4·16世越號慘事 特別調査委員會」並任命特別檢察官，對世越號沉船事件展開為期18個月的調查。調查委員共17席，包括執政黨推薦5位委員、在野黨推薦5位委員、韓國大法院院長推薦2位委員、大韓民國律師協會推薦2位委員、罹難者家屬推薦3位委員組成，這些人是調查委員會的主要成員。另外韓國政府還將組成特別檢察小組，配合事故的調查，由韓國法務部次長推薦1人、法院行政處長推薦1人、大韓律師民國協會推薦1人、執政黨推薦2人、在野黨推薦2人，共7人組成「推薦委員會」，由朝野協商推薦4名特檢候選人，再經由「推薦委員會」選出2人，最後交由總統決定最終特檢承辦人。
《政府組織法》
內容包括：成立由國務總理管理的中央行政機構「國民安全處」，全面負責韓國的國家安全事務。在國民安全處轄下成立「海洋警備安全本部」和「中央消防本部」。新設國務總理直屬機構「人事改革處」，實現透明公正的人事安排。同時解散海洋警察廳和消防防災廳，將海洋搜救、海洋警備、搜查與情報職能、災難管理等職能移交給國民安全處。
《犯罪收益隱匿防止法》
內容包括：徹底沒收犯罪者非法所得，即使這些錢財由犯罪者的子女或第三者繼承，也將全部沒收。

## 事故的影響、反應與批評

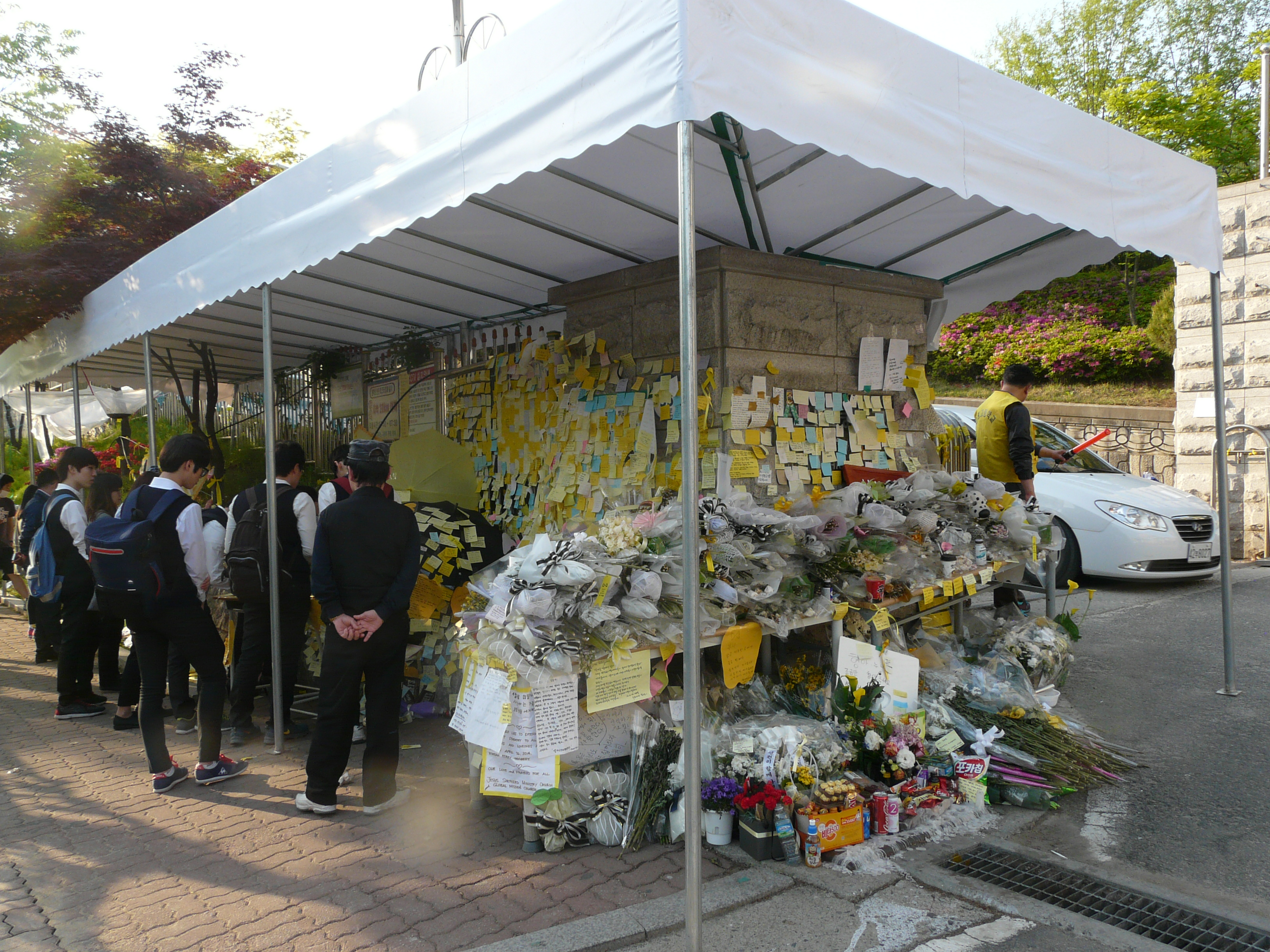
檀園高中校門前的遇難者哀悼儀式，大部分遇難者是該校學生和教職員。拍攝於2014年5月1日。

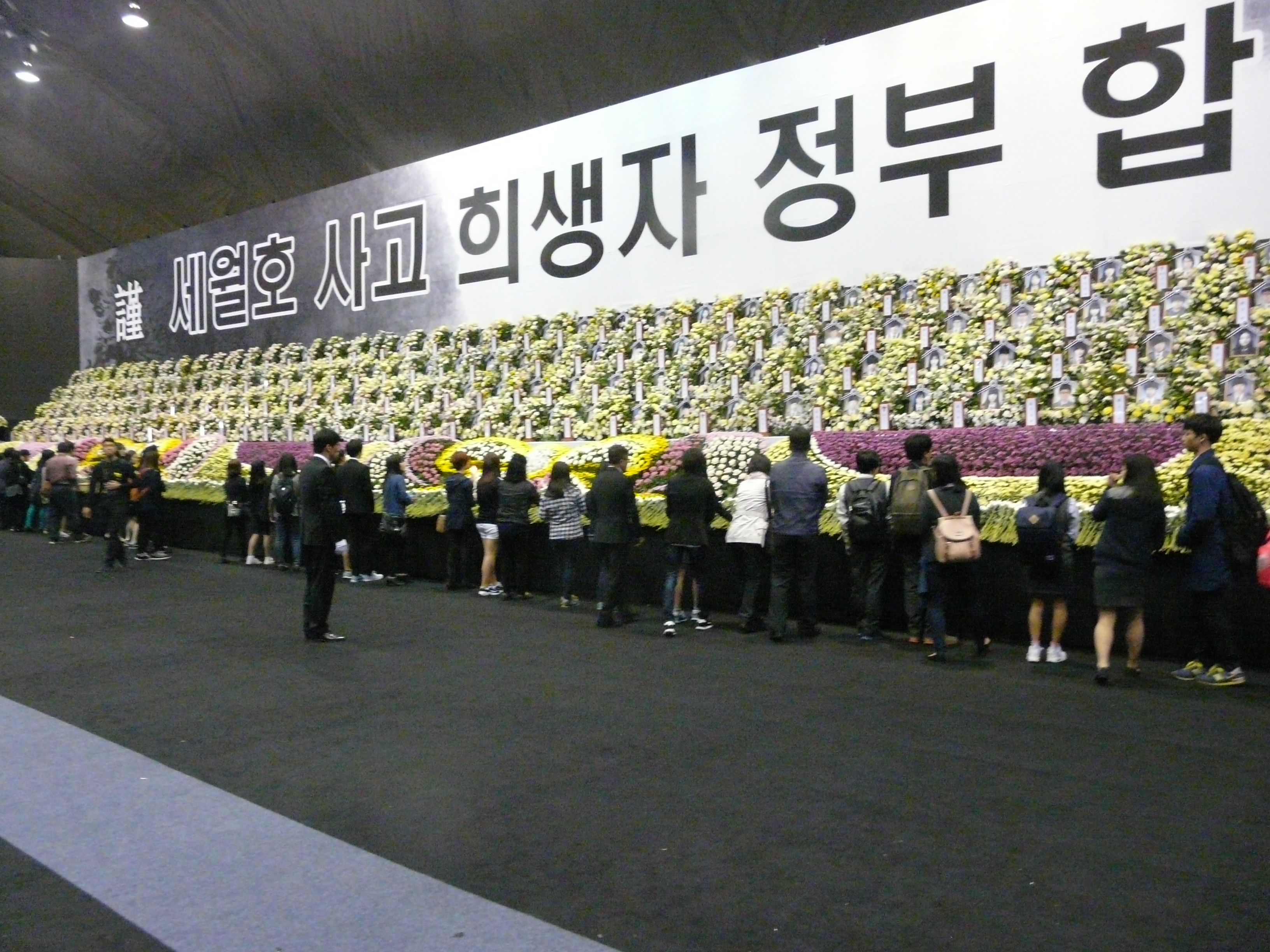
安山市遇難者哀悼儀式，位在檀園高中附近的花園公園。拍攝於2014年5月1日。

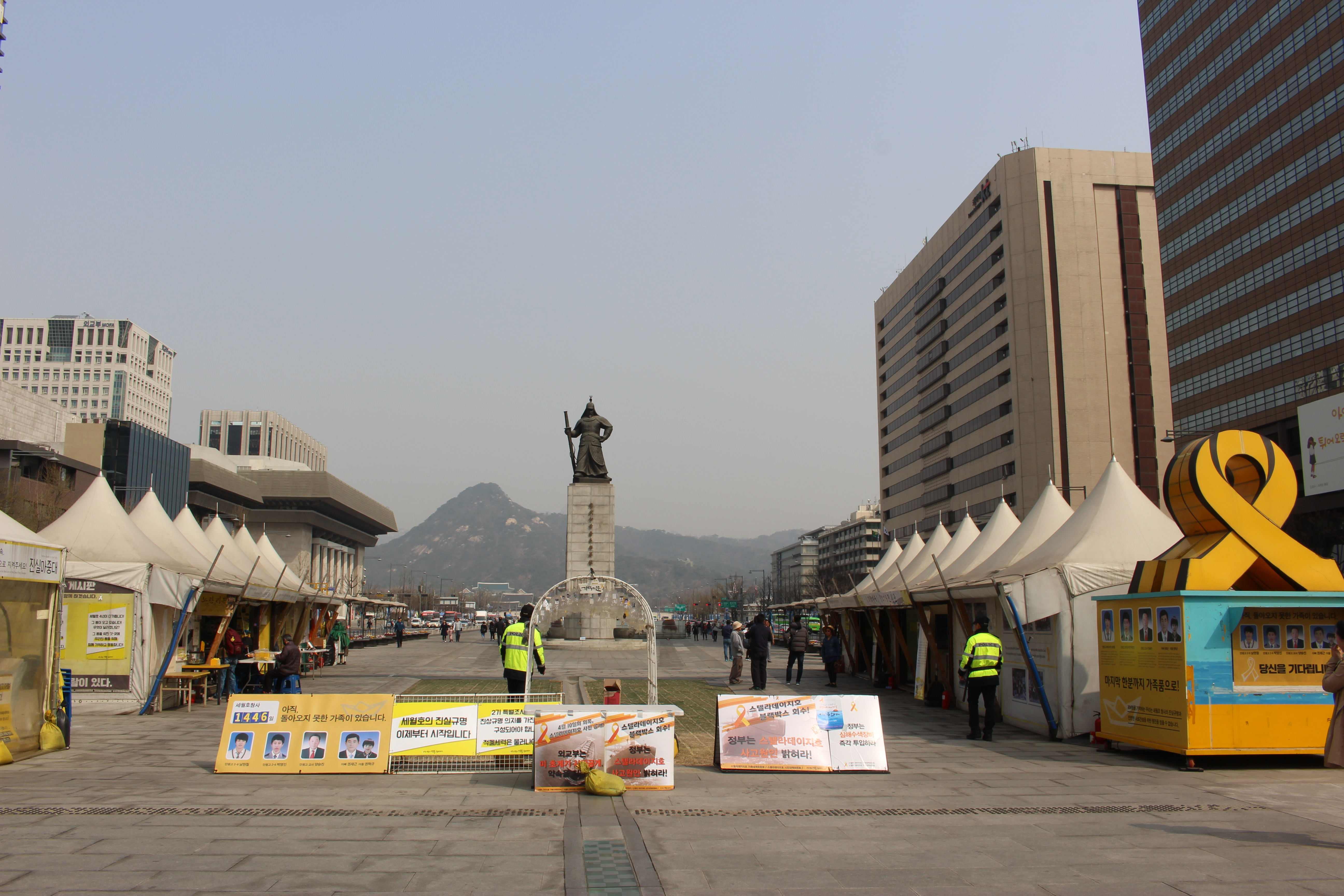
光化門廣場的罹難者紀念館。拍攝於2018年3月31日。

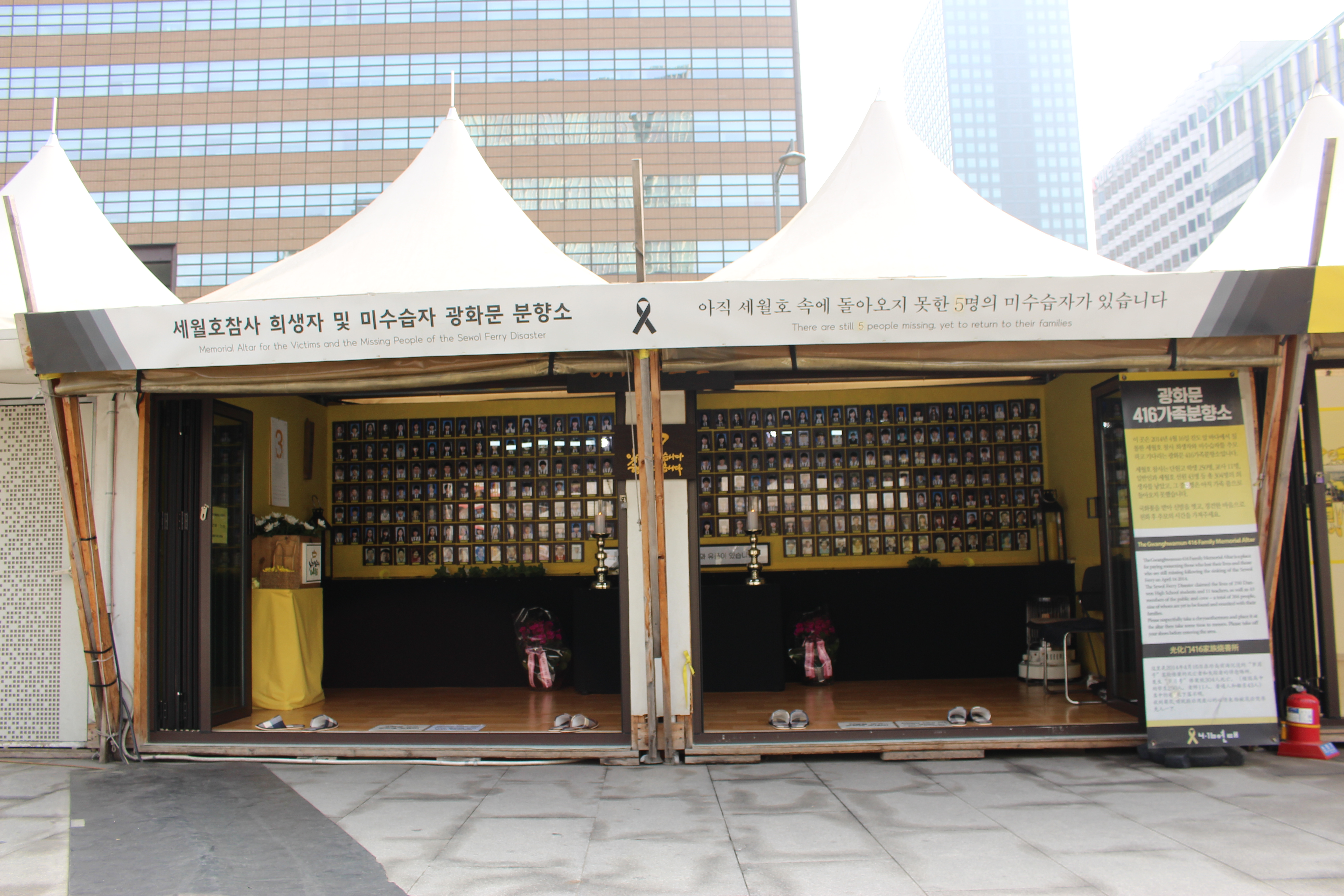
光化門廣場的紀念場所。拍攝於2018年3月31日。

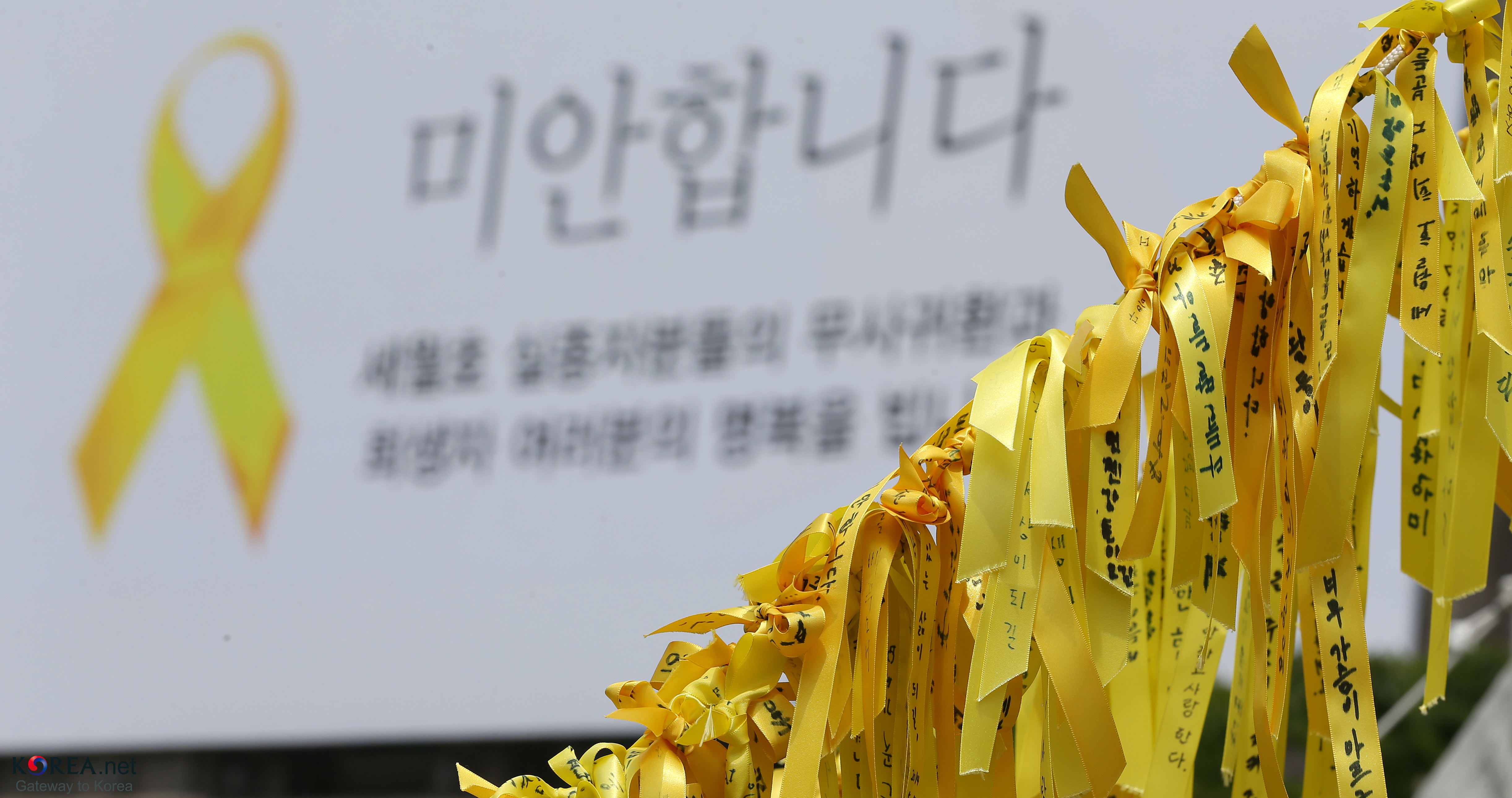
悼念世越號沉沒事故的黃絲帶。

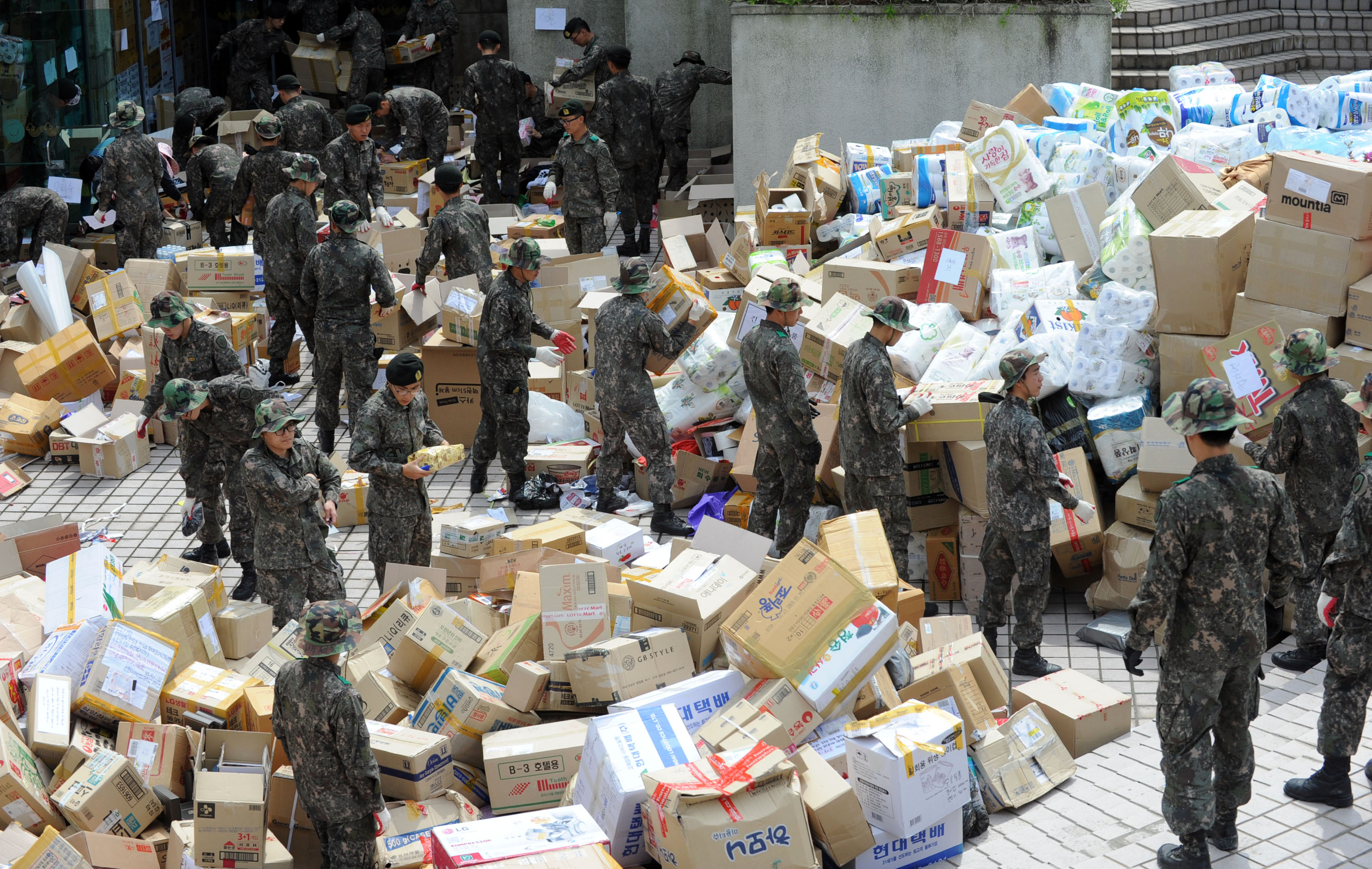
軍隊官兵們在珍島文化藝術會館整理全國各地送來的賑災物品。拍攝於2014年4月21日。

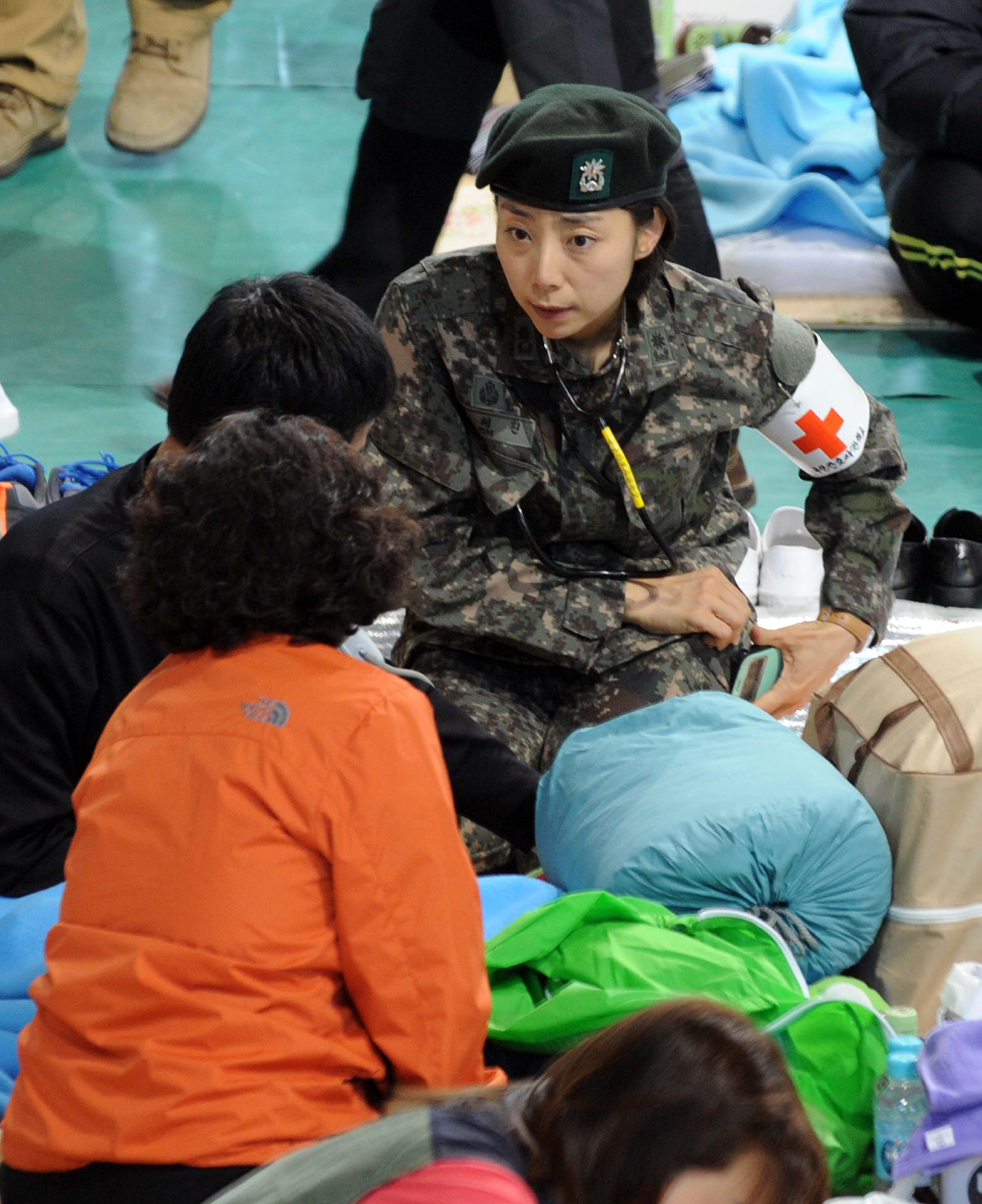
军医在珍島郡室內體育館向家屬提供醫療支援。拍攝於2014年4月21日。

### 政治
除了批評船長和大部分船員的自私行為之外，這場災難對韓國政治上的反應更加巨大，因為政府授權機構違反安全法規的行為可能導致世越號沉船，包括監管機構鬆散、執行法規不力、巨大的安全漏洞等，這些弊病長期未曾改善，引發民眾的批評聲浪。國內輿論也對政府的消極態度、阻礙救援、緩慢的執行力感到憤怒。4月16日11時23分，韓國總統朴槿惠收到報告後，並無特別囑咐，於事發7小時內不知去向，直到下午才出現在救援指揮中心。警方在災難的救援黃金時期中阻止了100多位民間救助人員離開珍島，經過三天多後才讓民間潛水員進入沉沒的世越號搜救，17歲失踪乘客李正仁（이정인）的父親李雲根（이운근）說：「我們希望負責人給個交代，為什麼救援命令沒有下達，沒有任何救援行動展開，他們顯然在撒謊」。4月17日，朴槿惠才前往慰問家屬。民眾對朴槿惠的行為表示憤慨與不信任，她的民意支持率從災難發生前的71%高位立即下降到40%。朴槿惠試圖淡化她的公眾形象，發布一張在祭壇上慰問一位罹難者家屬的照片，這張照片經過證實後，發現照片中的婦女事實上與任何罹難者無關，這使民眾對政府的不信任感更加強烈。
一系列事件加劇了對世越號沉沒的政治反應。著名韓國政治人物鄭夢準被迫道歉，因為他的兒子張貼一篇有爭議的Facebook文章，批判公眾對政府的憤怒。根據報導，許多罹難者的父母一直對政府表示深深的憤慨。4月18日凌晨，國務總理鄭烘原至珍島郡室內體育館慰問到一半時，因為試圖離開現場，遭數十名憤怒家屬包圍、推擠和毆打，另一些家屬向總理扔水瓶和空罐。4月29日，總統朴槿惠至學生靈堂慰問時，家屬對她大聲吼叫，並駁回她對世越號災難的道歉，稱政府沒有動員足夠力量去拯救或保護他們的親人。一位年輕罹難者的父親劉慶根（유경근）事後說：「朴槿惠來這裡就是在作秀，像在拍廣告一樣，周圍都是保鏢」。家屬幾乎對政府處理災難的每個方面都極其批評，他們希望政府出面解釋在72小時黃金救援時間內為何故意延誤行動，並呼籲他們交出需要責任的人接受法律制裁。許多家長認為，有些孩子可能在翻轉客輪的空氣內存活數小時甚至數天，但因為花了很長時間才派救援人員進入水下搜救而死亡。家屬金嫻東（김현동）女兒的屍體在沉船第六天被找回，她表示：「為什麼政府需要三天以上的時間才能取出第一批屍體，在這方面我們希望徹底調查」、「我們特別生氣的是，如果早一點提供幫助，許多孩子都會活下來」。
2014年4月27日，總理鄭烘原引咎辭職。但在安大熙、文昌克兩位總理候選人因不當言行先後放棄提名之後，朴槿惠於6月26日宣布不受理辭職，鄭烘原繼續留任，這一决定引起輿論質疑。4月29日，總統朴槿惠針對政府救災表現欠佳的情況，在內閣會議上發表間接道歉，沒有直接面對全國公眾。她將這場事故歸咎於「過去的錯誤做法」，對政府未能解決過去根深蒂固的罪惡感到抱歉，而不是反省現任政府的失誤，再度引起批評。韓國民眾認為他們的總統領導無能、不負責任，而且缺乏同情心。5月19日，總統朴槿惠宣布「準備解散海洋警察廳」，因為該單位「官商勾結」、在客輪災難期間沒有做好反應。她宣布將海洋警察廳的搜查和情報職能移交給警察廳，海洋搜救、海洋警備職能移交給「國家安全處」，並大幅縮編安全行政部的組織功能。11月19日，海洋警察廳正式解散。
政府內部文件顯示對輿論的擔憂
2016年11月16日，根據中央東洋廣播公司的報導，前青瓦臺秘書室首席秘書官金英漢持有一份33頁的報告書《世越號文件》，是由國家情報院針對總統朴槿惠撰寫的，該報告形容這起事件「只是一個客輪事故」，指示「要控制以客輪事故爲藉口的抗議活動」、「要加強與中立傾向的家庭對策委員會的關係，擴散友好輿論」，甚至強調要利用保守團體積極進行應對的集會遊行，並提出「捏造輿論」的必要性。2014年6月19日，《世越號文件》由民政首席室呈給朴槿惠，當時正是對12名失蹤者進行搜救工作的時候，但是在該報告中，有關於事故原因、救援失敗、打撈船體或協助遇難者家屬等重要議題都沒有提及。在關於該報告書的會談中，討論話題也只圍繞在「控制反對派藉客輪事故的名義進行抗議，並提出一個讓政府組織能夠操作示威輿論的可行辦法」。中央東洋廣播公司表示：「當時政府對世越號事故的態度，如實反映在這份文件中」。

### 媒體
在翻船、沉沒和隨後的新聞報導期間，政府報告以及媒體報導內容都不一致也不準確，甚至完全與事實不符。韓國記者協會會長朴鐘律（박종률）對此表示：「公眾想知道到底發生了什麼，而不是政府說了什麼（事情）。很明顯，記者在採訪災情時缺乏同情心，甚至做出不實報導」，因此他呼籲記者「只依賴政府報告是很危險的，必須適當的過濾」。美國《哈芬登郵報》中的社論指出，韓國政府的報告就像一條橡皮筋，在某一時刻增加，又在另一時刻減少。該報紙同時也批評媒體醜惡的意圖：「所有媒體都不約而同以家屬的悲劇為焦點，將災難變成一場表演，以秒爲單位銷售」。由於政府許多的救援報告都與現場實際情況不同，許多主流媒體也未經核實就發布這些新聞，例如「全員已救出」導致被誤導的民間救援一度延遲，在得知是錯誤消息後，媒體接下來的報導更是眾說紛紜，引發家屬混亂。諸如《中央日報》、「每日廣播」和「中央東洋廣播公司」後來都對其早期錯誤報導進行了更正和道歉。
5月9日，政府公營的韓國放送公社新聞部總監金時坤（김시곤）表示，世越號罹難者數比交通事故一年的死亡人數還少，引發大批學生遇難者的家屬抱著子女遺照，聚集在韓國放送公社總部、甚至到青瓦臺附近靜坐抗議，要求總統朴槿惠出面。罹難者家屬表示：「我們要求韓國放送公社社長道歉，同時開除新聞部總監金時坤，韓國放送公社新聞部就像再捅了罹難者和生還者一刀」。金時坤被開除後舉行記者會，揭發青瓦臺政治干預新聞報導方向，並要求媒體不准批評海洋警察廳：「曾接到青瓦臺的電話。社長說如果違抗，連他自己也沒辦法生存，還說這是總統的意思」，引發輿論譁然。因此5月中旬，韓國放送公社社長吉桓永遭到罷免下臺。2016年6月30日，青瓦臺政務首席祕書官（정무수석비서관）李貞鉉（이정현）在世越號事故發生時，介入韓國放送公社報導方向的錄音記錄被全國言論勞動組合等7個媒體團體曝光，證實金時坤的說法。由於許多韓國民眾都對政府不信任，陰謀論也在沉船事故之後逐漸透過媒體的報導流傳。鑒於朴槿惠從未澄清失蹤7小時的質疑，以及她和崔順實的關係；朴槿惠演讲稿中将上百人的遇难称之为「高贵的牺牲」；民间救援人士发现救援装置有明显的被人为破坏的痕迹；朴槿惠政府事后大量封杀参与声讨政府对沉船事故不作为的艺人；船東俞炳彥是邪教救援派創始人；清海鎮海運公司的許多高級僱員，包括世越號船長李俊錫都是救援派的虔誠成員；世越號在濃霧警報後仍獨自出航，且沉没之时为邪教教主、崔顺实之父崔太敏忌日；沉船打捞过程中发现了大量动物骸骨；種種疑點讓韓國民間流傳「世越號船難是邪教獻祭儀式」的說法。

### 民間
受世越號事故影響，韓國三大電視台暫停播映所有娛樂節目，改播事故特別報導。4月17日，清海鎮海運公司社長金漢植對此事表示歉意。事故第一天獲救的檀園高中副校長姜民圭（강민규，52歲）雖倖存，但4月18日下午發現他在珍島郡室內體育館的附近山坡自縊死亡。警方在他的錢包中發現遺書，上面寫道：「兩百多人生死不明，我没有信心一個人活下去。所有責任都在於我，是我籌劃了這次修学旅行。請把我的骨灰撒在事發海域，讓我和那些屍骨無存的學生們在一起，在陰間繼續做他們的老師」。4月22日，一位民眾在網路上發起「黃絲帶運動」，作為對事件的惋惜、對逝世者的追憶及追尋船難真相的決心，該文章附上黃絲帶的圖片，並寫著「一個小小的動作，就能帶來大大的奇蹟」。黃絲帶運動隨即在網路上快速流傳。從那時起，黃絲帶就象徵著對世越號事故的哀悼、銘記和尊重。在社群媒體中開始普遍的出現黃絲帶圖案，許多網友將它設為個人資料照片。諸如歌手趙權、模特兒朴慧琳、藝人崔始源等名人都響應了這場運動。2017年，媒體重新報導了「黃絲帶運動」，因為各種音樂家都會在寫歌時提到黃絲帶，或者在演出期間、公開場合看到他們佩戴著黃絲帶，而名人在他們的社群媒體網站上也經常張貼黃絲帶的圖案，以紀念世越號船難的三周年。
根據生還學生們的證言，事故中有3名船員朴智英、鄭鉉賢和金基雄幫助乘客逃離，他們都隨著沉沒的世越號墜入海底殉職。2014年5月12日，韓國政府確認以下世越號罹難者獲追認為烈士，被韓國國民譽為「永放光芒」的英雄人物，這8位烈士分別為：
| 身分         | 漢字   | 韓文   | 事蹟                                                                     |
| ------------ | ------ | ------ | ------------------------------------------------------------------------ |
| 世越號船員   | 朴智英 | 박지영 | 她協助身邊10名學生全數逃生，並將身上的救生衣讓出，堅持待到最後。         |
| 世越號船員   | 鄭鉉賢 | 정현선 | 她不斷進入船艙內救人                                                     |
| 世越號船員   | 金基雄 | 김기웅 | 與周圍的人一起綁了消防水管和窗簾，把20多名學生送到了6至7公尺左右的樓上。 |
| 檀園高中學生 | 崔德夏 | 최덕하 | 比船員還早打出求救電話，讓搜救隊掌握沉船位置，並將消息快速傳播出去。     |
| 檀園高中學生 | 鄭次雄 | 정차웅 | 將自己的救生衣給了同學。                                                 |
| 檀園高中教師 | 崔惠貞 | 최혜정 | 幫助10名學生逃離船艙，最終自己無法逃脫。                                 |
| 檀園高中教師 | 南允哲 | 남윤철 | 雖然處在可以逃生的位置，但持續發送救生衣給學生，幫助他們逃生。           |
| 客輪乘務長   | 梁大弘 | 양대홍 | 以手機和妻子道別後開始拯救受困學生。                                     |

2015年4月1日，政府公布賠償方案，罹難學生賠償金額為4.2億韓元（約新台幣1,192萬元，人民幣236萬元），教師每人賠償7.6億韓元（約新台幣2,157萬元，人民幣427萬元），但家屬們拒絕接受賠償；4月2日家屬集體剃頭抗議，4月4日在首爾街頭聚集超過兩百名的家屬及抗議人士遊行抗議，他們抱著罹難學生遺照，要求針對事故真相進行獨立調查。家屬遊行前往青瓦臺抗議指控政府阻礙調查事故原因，遭到鎮暴警察阻止，雙方爆發衝突。4月17日，由於官方處理態度消極，總統朴槿惠參加完追悼儀式後，隨即出訪南美洲四國，引發家屬與民眾憤怒，大約7萬人聚集在首爾特別市政廳廣場。23時左右，警方展開強制驅離措施，向現場的示威者噴灑辣椒水或催淚液，逮捕了3位民眾，最終仍有80位家屬不願離去，在光化門廣場前靜坐抗議。4月18日，首爾警方出動約13,000名鎮暴警員，以人牆和車陣控制場面，並動用強力水柱與辣椒水驅散群眾，過程中有大約90位民眾受傷或遭到逮捕。
紀錄片
2014年10月5日，由李相浩（前MBC新聞記者、當時為獨立記者）執導的紀錄片《潛水鐘》問世，主題是「主流媒體沒有曝光的真實現場情形」，並揭露政府在黃金72小時搜救時間的消極態度、海洋警察廳阻撓民間救援行動、政府謊報救援過程和獲救人數、主流媒體製造假新聞誤導群眾等。該片預計在釜山電影節放映，遭到釜山市長徐秉洙批評並要求取消播映，引發電影界反彈、憤怒和聯合抵制電影節。《潛水鐘》後來不顧政令阻擋、成功上映。2015年8月31日，導演剪輯的《潛水鐘》影片已在YouTube網站上公開播放。2017年4月16日，由英國製片人尼爾·喬治（Neil George）和馬修·路特（Matthew Root）製作的紀錄片《世越號之後》（After the Sewol）問世，主題是「遇難者家屬、活動人士及救援人員的採訪」，並指出政府要為這起悲劇負起最大責任。該片在網路上提供免費收看。2017年7月24日，由「世越號家屬對策委員會」」和獨立媒體打破新聞製作的紀錄片《黃金救援時間內，毫無作為的國家》（세월호 골든타임, 국가는 없었다）問世，主題是「災難現場錄影錄音存證；現場目擊的民間潛水員、遇難者家屬證言」，揭露政府對救援工作的真相，本片也在台灣公視基金會節目《獨立特派員》的393集以中文字幕播出。
協助
韓國人民在事故發生後提供很多支援，在搜救第一線的珍島郡和木浦市郵局都收到全國各地湧來的捐款和物資，當地居民也自發性的提供飲食補給等服務。在事故現場還有負責打掃衛生和洗衣服的志願者。安置罹難者家屬的珍島郡室內體育館內，也有許多志願者們協助照料。與醫療相關的各界團體也聚集到了珍島，提供醫療措施和心理諮詢。安山市的計程車工會也有八百多位司機向家屬和學生提供免費搭乘服務，在相關靈堂和焚香所的往返路線上，公共汽車也提供了相同服務。許多企業、團體和名人也向家屬捐款或捐助物資。

### 國際
時任美國總統歐巴馬與第一夫人蜜雪兒代表美國國民對世越號事故遇難者家屬表示深切的哀悼。日本首相安倍晉三向遇難者家屬表示同情。中國國家主席習近平向韓國總統致以慰問電話。越南國家主席張晉創與政府副總理兼外交部長范平明等人向韓國外交部部長尹炳世慰問。英國外交大臣威廉·黑格對客船沉没表示哀悼。方濟各教宗以聖座國務院名義向韓國天主教主教團致慰問電。新加坡總理李顯龍對韓國總統致函表示哀悼。北韓红十字会致电大韩红十字社表示深切的慰问，而朝鮮中央通訊社對事故發表評論：「此次沉船事故徹頭徹尾是朴槿惠政權反人民和無能、不負責任造成的特大型悲劇慘事、人禍」。
許多國際主流媒體也對韓國公共安全和無法理解的長幼文化表達強烈看法。《洛杉磯時報》報導，這場災難「讓教育年輕人尊重老一代的儒家文化顯得異常刺眼」、「看起來像是第三世界的災難」。路透通訊社表示：「許多孩子並沒有質疑他們的長輩，這是一種韓國社會的階級式傳統，他們為了順從而付出生命代價」。《達拉斯晨報》認為：「如果那是一大堆美國學生，你知道他們會用任何方式逃離這艘船。但在亞洲文化中，每個人都要服從團體的要求，因此守規矩是非常必要的。所以，你最終會因順從而遭受這種可怕的死亡」。《南華早報》指出：「韓國青少年非常習慣被告知該做什麼以及該怎麼想」。CNN表示：「這種文化一直鼓勵晚輩對長輩百依百順，所以當成年人要求學生原地待命時，他們當然會照做」。《時代雜誌》則認為不應該將這起事故歸咎於韓國文化，政府結構的問題才是最嚴重的罪魁禍首。

## 相關文化
船難後有許多相關出版品問世，這些資源包括可供還原現場的錄影錄音、數據資料、科學研究和遇難者家屬、生還者、相關人士的談話。
紀錄片
- 2014年10月5日，《潛水鐘（朝鲜语：다이빙벨 (영화)）》（The Truth Shall Not Sink with Sewol ／ 다이빙벨）[444]
- 2015年4月16日，《悲慘世越號，國家的謊言》（참혹한 세월, 국가의 거짓말）[473]
- 2015年9月17日，《顛倒（朝鲜语：업사이드 다운 (2015년 영화)）》（Upside Down ／ 업사이드 다운）[474]
- 2015年12月3日，《無良國家》（Cruel State ／ 나쁜 나라）[475]
- 2016年12月25日，《世越號X》（SEWOLX ／ 세월엑스）[476]
- 2017年4月16日，《世越號之後》（After the Sewol）[447]
- 2017年7月23日，《黃金救援時間內，毫無作為的國家》（세월호 골든타임, 국가는 없었다）[208]
- 2018年4月12日，《那天，大海》（그날, 바다）[477]

電影
- 2019年4月3日，《沒有你的生日（朝鲜语：생일 (영화)）》（생일）
- 2023年10月25日《你与我（梦之歌）》（The Dream Songs / 너와 나）

電視節目
- 2016年2月28日，《無法從學校畢業的孩子們》（졸업- 학교를 떠날 수 없는 아이들）SBS電視台[478]
- 2017年4月16日，一名生還女學生鄭愛珍(音)接受女歌手宣美的訪問，節目由dingo studio製作；當中鄭愛珍表示仍然緬懷過世的同學朋友，而且她是生還者中後遺症較輕的[479]。其後於2020年，鄭愛珍再接受韓聯社英語YOUTUBE頻道《KOREA NOW》採訪[480]。鄭愛珍目前在京畿道某醫院擔任急救員。
- 2017年7月4日，《另一個故事命運的分叉點（日语：アナザーストーリーズ_運命の分岐点）》第61集《世越號沉沒3週年紀念 ～生死存亡的101分鐘～》（セウォル号沈没事故～生死を分けた101分～）日本放送協會[97]

書籍
- 2017年9月26日，《謊言：韓國世越號沉船事件潛水員的告白》（거짓말이다）[481]
- 2018年10月23日，《那些美好的人啊：永誌不忘，韓國世越號沉船事件》（아름다운 그이는 사람이어라）[482]

## 外部連結
- 4·16特別調查委員會（页面存档备份，存于）
- 4·16世越號慘案國民調查委員會
- 社會災難特別調查委員會
- 世越號船體調查委員會
- 世越號慘案國民對策會議（页面存档备份，存于）
- 世越號檔案館（页面存档备份，存于）
- 世越號訊息披露中心
- 4·16家屬委員會（页面存档备份，存于）
- 4·16團結委員會（页面存档备份，存于）
- 4·16基金會（页面存档备份，存于）
- 世越號線上教育計畫（页面存档备份，存于）
- 世越號真相 - 請願連署（英文）
- 韓國聯合通訊社中文網專題（页面存档备份，存于）（简体中文）
- 新浪網專題（页面存档备份，存于）（简体中文）
- 騰訊網專題（页面存档备份，存于）（简体中文）
- 南韓沉船意外專頁 雅虎香港（繁體中文）
- YouTube上的世越號傾覆前7分鐘鏡頭 - 由大韓民國海洋警察廳拍攝
- YouTube上的世越號傾覆前20分鐘鏡頭 - 由南海漁業管理團（朝鲜语：남해어업관리단）漁政指導員朴升基（박승가）拍攝